# Bóstwa starożytnego Egiptu

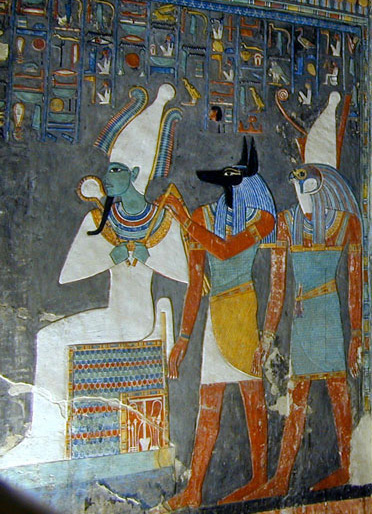
Wizerunki bogów Ozyrysa, Anubisa i Horusa w grobowcu Horemheba (KV57) w Dolinie Królów.

Bóstwa starożytnego Egiptu — bogowie i boginie czczone w starożytnym Egipcie. Uosabiały one siły natury i zjawiska przyrody, a Egipcjanie składali im ofiary i odprawiali rytuały, aby je przebłagać i zapewnić trwanie maat – boskiego porządku wszechświata. Wierzenia i obrzędy dotyczące tych bóstw stanowiły rdzeń sięgającej swymi korzeniami prehistorii starożytnej religii egipskiej.  Po powstaniu państwa egipskiego ok. 3100 r. p.n.e. władza nad oficjalnym kultem religijnym trafiła w ręce faraonów, monarchów uznawanych za przedstawicieli bóstw na ziemi i nadzorujących działalność świątyń, w których odprawiano rytuały.
Bóstwa posiadały szereg złożonych cech utrwalonych w mitach oraz wyrażanych za pomocą łączących je zawiłych relacji: więzów rodzinnych, luźnych hierarchii oraz łączenia cech wielu bóstw pod postacią jednego. Różnorodne wyobrażenia bóstw w sztuce — jako zwierząt, ludzi, przedmiotów i kombinacji wielu form — poprzez symbolizm także nawiązywały do ich charakterystycznych cech.
W zależności od epoki, różne bóstwa zajmowały najwyższą pozycję w panteonie: bóg Słońca Ra, bóg Amon lub bogini-matka Izyda. Najwyższemu bóstwu przypisywano zwykle stworzenie świata i często łączono je z życiodajną mocą Słońca. Niektórzy uczeni argumentują, opierając się częściowo na pismach egipskich, że Egipcjanie z czasem dostrzegli pojedynczą boską moc, która miała odpowiadać za porządek wszechświata i objawiać się we wszystkich innych bóstwach, nigdy jednak nie porzucili oni swojego oryginalnego politeistycznego spojrzenia na świat, być może z wyjątkiem krótkiego okresu amarneńskiego w XIV wieku p.n.e., kiedy to oficjalna religia skupiła się wyłącznie na abstrakcyjnym bóstwie słonecznym, Atonie.
Zakładano, że bóstwa są obecne w całym świecie oraz zdolne do wpływania na zjawiska naturalne i bieg ludzkiego życia. Ludzie obcowali z nimi za pośrednictwem świątyń oraz nieoficjalnych sanktuariów, zarówno z pobudek osobistych, jak i w ramach rytuałów o charakterze państwowym. Egipcjanie modlili się o boską pomoc, odprawiali rytuały, aby skłonić bóstwa do działania i zwracali się do nich o radę. Relacje ludzi z bóstwami stanowiły fundamentalny aspekt funkcjonowania egipskiego społeczeństwa.

## Definicja
Trudno ustalić dokładną liczbę występujących w tradycji starożytnego Egiptu istot, które można by zaklasyfikować jako bóstwa. Teksty egipskie wymieniają imiona wielu bóstw o nieznanej naturze, a także zawierają liczne niejasne i pośrednie odwołania do innych, których nawet nie nazwano. Egiptolog James P. Allen szacuje, że w źródłach egipskich nazwano ponad 1400 bóstw, podczas gdy Christian Leitz sugeruje, że istniało „kilka tysięcy bogów”.
W języku egipskim istoty te określano, w zależności od płci, nṯr, czyli „bóg”, lub nṯrt — „bogini”. Próby ustalenia etymologii tych terminów nie przyniosły jednoznacznych rezultatów, a ich pochodzenie pozostaje niejasne. Hieroglify używane jako ideogramy i determinatywy w zapisie tych słów ukazują niektóre cechy łączone przez Egipcjan z boskością. Najczęściej występujący z tych znaków to flaga powiewająca na maszcie. Tego rodzaju symbole umieszczano przez cały okres historii starożytnego Egiptu przy wejściach do świątyń, co miało sygnalizować boską obecność w przybytku. Inne stosowane w tym celu hieroglify obejmują sokoła — nawiązującego do wczesnych bóstw przedstawianych w tej postaci — oraz sylwetki siedzących bóstw męskich lub żeńskich. Formę żeńską zapisywano również z jajkiem jako determinatywem, co miało łączyć boginie z aktami stworzenia i narodzin, lub z kobrą, co współgrało z wykorzystaniem tego gatunku węża do przedstawiania wielu z żeńskich bóstw.
Egipcjanie odróżniali „bóstwa”, czyli nṯrw od rmṯ, czyli „ludzi”, jednak znaczenia tych terminów w języku staroegipskim nie są do końca zgodne ze współczesnymi odpowiednikami. Termin nṯr mógł odnosić się do każdej istoty, która na jakiś sposób egzystowała poza sferą życia codziennego. Zmarłych ludzi także określano jako nṯr, ponieważ uważano ich za podobnych do bogów, określenie to stosowano jednak rzadko w odniesieniu do wielu pomniejszych istot nadprzyrodzonych, często określanych przez współczesnych uczonych jako „demony”. W egipskiej sztuce religijnej wyobrażano także miejsca, przedmioty i pojęcia w postaci antropomorficznej. Do grona tych upersonifikowanych idei należały zarówno bóstwa odgrywające istotną rolę w mitologii oraz podczas rytuałów, jak i wymieniane jedynie sporadycznie, nie do końca sprecyzowane istoty, których wykorzystanie mogło stanowić jedynie niewiele więcej niż metaforę.
Z uwagi na brak jednoznacznej granicy pomiędzy bóstwami a innymi istotami, uczeni zaproponowali różne definicje „bóstwa”. Jedna z powszechnie akceptowanych definicji, zasugerowana przez Jana Assmanna, mówi, że bóstwo posiada kult, jest zaangażowane w pewien aspekt wszechświata i opisano je w mitologii lub innych formach tradycji pisanej. Według innej definicji, autorstwa Dimitriego Meeksa, nṯr powinno stosować się względem każdej istoty, procesu lub obiektu stanowiącego przedmiot rytuału. Zgodnie z tym podejściem, do grona bóstw należałoby zaliczyć także króla, deifikowanego z chwilą koronacji, oraz dusze zmarłych, stające się częścią świata nadprzyrodzonego dzięki ceremoniom pogrzebowym. Na podobnej zasadzie, dzięki odprawianiu rytuałów na ich cześć w całym Egipcie, utrzymywano dominującą pozycję najważniejszych bóstw.

## Pochodzenie

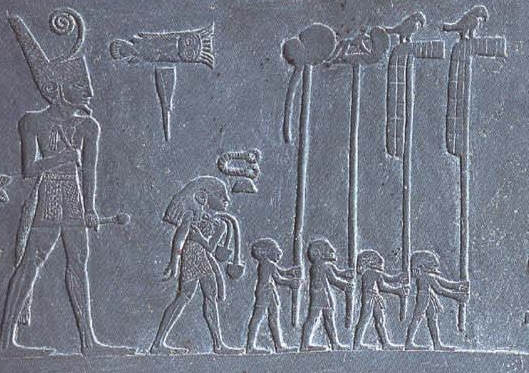
Predynastyczny władca Narmer w towarzystwie mężczyzn dzierżących w dłoniach sztandary różnych lokalnych bóstw.

Pierwsze pisemne wzmianki o bóstwach w starożytnym Egipcie pochodzą z okresu wczesnodynastycznego (ok. 3100–2686 p.n.e.). Bóstwa musiały wykształcić się w oparciu o prehistoryczne wierzenia religijne w poprzedzającym go okresie predynastycznym (przed 3100 p.n.e.). Sztuka tego okresu przedstawia różnorodne postacie zwierzęce i ludzkie. Niektóre z tych wizerunków, takie jak gwiazdy czy bydło, wykazują pewne podobieństwa do istotnych elementów funkcjonujących w religii egipskiej w późniejszych epokach, jednak w większości przypadków nie ma wystarczających dowodów, aby rozstrzygnąć, czy wyobrażenia te są związane z bóstwami. W miarę rozwoju społeczeństwa egipskiego, pojawiały się w nim coraz wyraźniejsze oznaki aktywności religijnej. Najwcześniejsze znane świątynie wzniesiono w ostatnich stuleciach okresu predynastycznego, wraz z nimi powstały również ikonografie budzące skojarzenia ze znanymi bóstwami: sokoła przedstawiającego między innymi Horusa, skrzyżowane strzały oznaczające Neit i tajemnicze „zwierzę Seta”, utożsamiane z Setem.

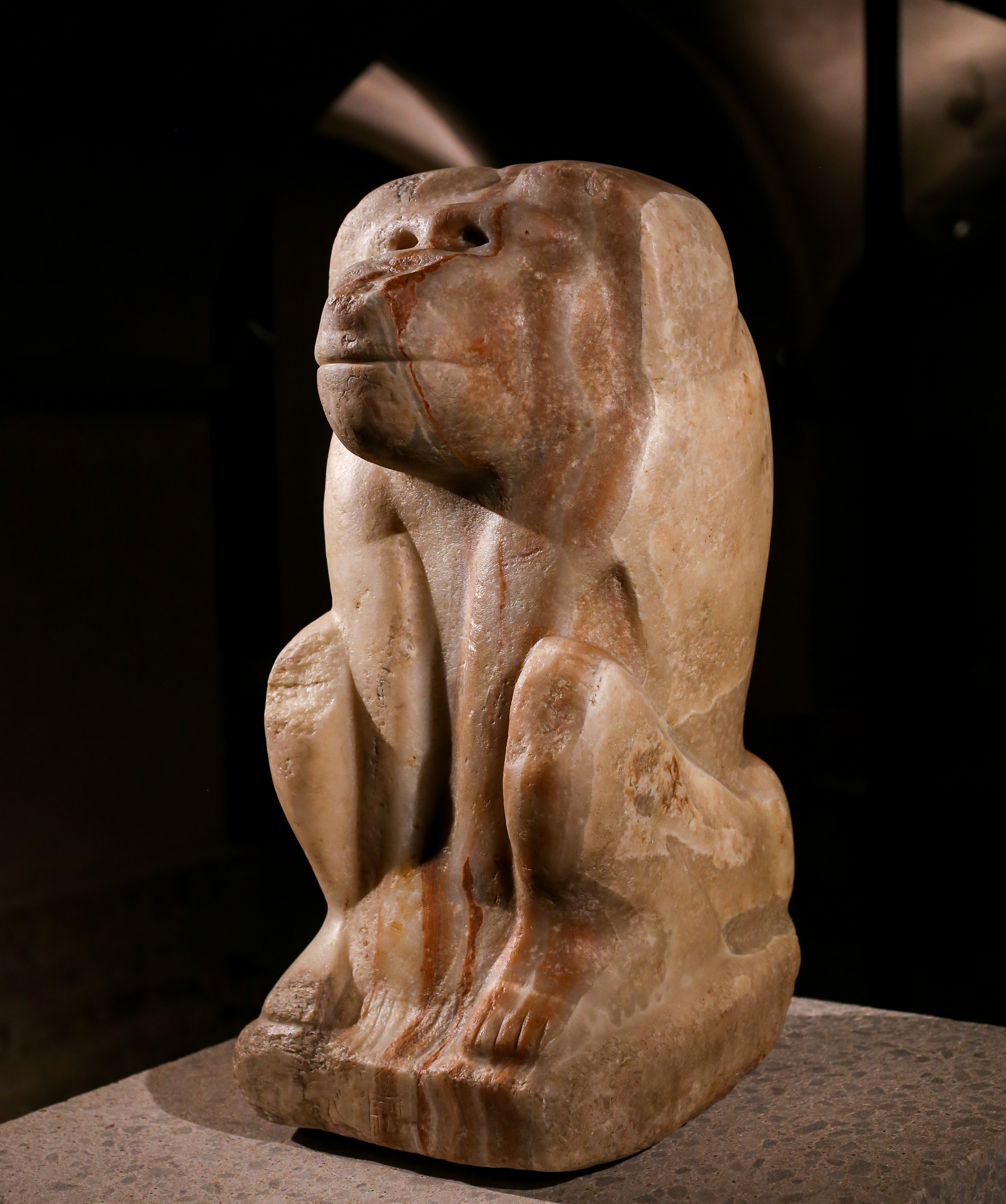
Posąg boga-pawiana Hedż-Wera z inskrypcją zawierającą imię predynastycznego króla Narmera.

Wielu egiptologów i antropologów formułowało hipotezy dotyczące ewolucji wierzeń religijnych w tych wczesnych okresach. Na przykład Gustave Jéquier uważał, że Egipcjanie najpierw oddawali cześć prymitywnym fetyszom, następnie bóstwom przyjmującym postać zwierzęcą, a dopiero na końcu bogom i boginiom w ludzkich formach, Henri Frankfort twierdził zaś, że bóstwa od początku wyobrażano w ludzkiej postaci. Niektóre z tych teorii uważa się obecnie za nadmiernie uproszczone. Współcześnie stawiane hipotezy, takie jak ta autorstwa Siegfrieda Morenza, zakładająca że koncepcja bóstw pojawiła się, gdy ludzie zaczęli odróżniać siebie od swojego środowiska i je personifikować, są trudne do udowodnienia.
Predynastyczny Egipt pierwotnie składał się z szeregu małych, niezależnych od siebie politycznie wiosek. Ponieważ wiele bóstw w późniejszych czasach pozostawało silnie związanych z konkretnymi miastami i regionami, część uczonych sugerowała, że egipski panteon powstał wskutek stopniowego mieszania się ze sobą oraz rozprzestrzeniania kultów dawnych lokalnych bóstw, gdy odmienne społeczności konsolidowały się wraz z upływem czasu w coraz większe struktury państwowe. Inni natomiast argumentują, że najważniejsze predynastyczne bóstwa były, podobnie jak szereg innych elementów kultury egipskiej, od początku rozpowszechnione w całym kraju, pomimo istniejących wówczas podziałów politycznych.
Ostateczny krok procesu formowania się religii egipskiej stanowiło zjednoczenie kraju, w wyniku którego władcy Górnego Egiptu stali się faraonami sprawującymi władzę nad całym państwem. Wraz z osobami ze swego najbliższego otoczenia, zmonopolizowali oni prawo do interakcji z bogami, a władza królewska stała się głównym czynnikiem spajającym cały system religijny.
Nowe bóstwa pojawiały się w dalszym ciągu także po tej transformacji. Najwcześniejsze wzmianki o niektórych istotnych bóstwach, takich jak Izyda czy Amon, pochodzą dopiero z okresu Starego Państwa (ok. 2686-2181 p.n.e.). Powstanie nowego bóstwa mogło być zainspirowane zarówno miejscem, jak i koncepcją wymagającą nadprzyrodzonej reprezentacji. Niekiedy nowe bóstwa tworzono także, aby szeroko rozpowszechniony bóg lub bogini posiadali swój odpowiednik przeciwnej płci. Faraonom przypisywano pewien zestaw boskich atrybutów, jednak w praktyce tylko nielicznym z nich oddawano boską cześć przez długi czas po ich śmierci. Zdarzało się także, że osobę niekrólewskiego pochodzenia uznawano za cieszącą się szczególnymi względami wśród bogów i otaczano ją pośmiertnym kultem. Tego typu aktywność zazwyczaj nie trwała zbyt długo, jednak nadwornych architektów Imhotepa oraz Amenhotepa, syna Hapu, czczono jako bóstwa przez wiele wieków po śmierci, podobnie jak niektórych innych wybitnych urzędników.
W wyniku kontaktu z sąsiednimi cywilizacjami Egipcjanie włączali do swojego panteonu także obce bóstwa. Wzmiankowany po raz pierwszy w czasach Starego Państwa Dedun prawdopodobnie pochodził z Nubii, a w okresie Nowego Państwa (ok. 1550–1070 p.n.e.) z religii kananejskiej przejęci zostali między innymi Baal, Anat i Astarte. W okresach greckim oraz rzymskim, od 332 p.n.e. do wczesnych wieków naszej ery, w Egipcie czczono bóstwa z całego świata śródziemnomorskiego, przy czym rdzenne bóstwa zachowały swoją pozycję, a ich kulty często asymilowały praktyki pochodzące z religii przybyszów.

## Cechy
Współczesna wiedza o egipskich wierzeniach religijnych opiera się przede wszystkim na tekstach spisanych przez skrybów i kapłanów. Ludzie ci stanowili elitę egipskiego społeczeństwa, mocno wyróżniającą się z ogółu ludności, której większość nie potrafiła czytać ani pisać. Niewiele wiadomo o tym, jak dobrze zwykli ludzie znali lub rozumieli wyrafinowane idee opracowane przez elitę. Sposób w jaki większość populacji postrzegała bóstwa mógł odbiegać od tego, jak robili to kapłani. Ogół społeczeństwa mógł na przykład traktować symboliczne opowieści o bóstwach i ich czynach jako dosłowną prawdę. Ograniczona wiedza na temat popularnych wierzeń religijnych którą dysponujemy pozostaje jednak zgodna z tradycją uznawaną przez wyższe warstwy społeczne. Obie te perspektywy tworzą w dużej mierze spójny obraz bogów oraz ich natury.

### Role

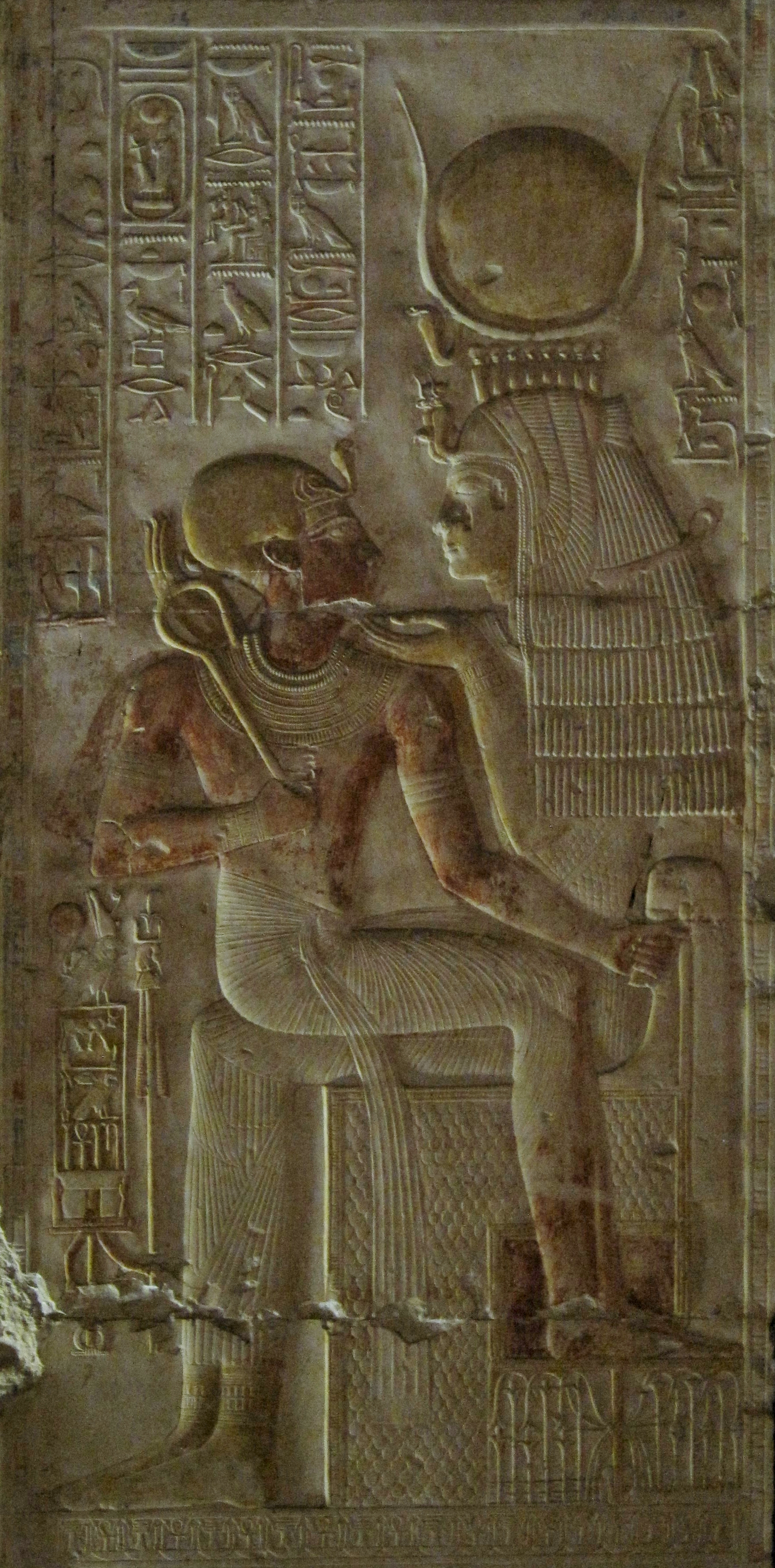
Izyda, bogini matka i patronka władzy królewskiej, trzyma na kolanach faraona Setiego I.
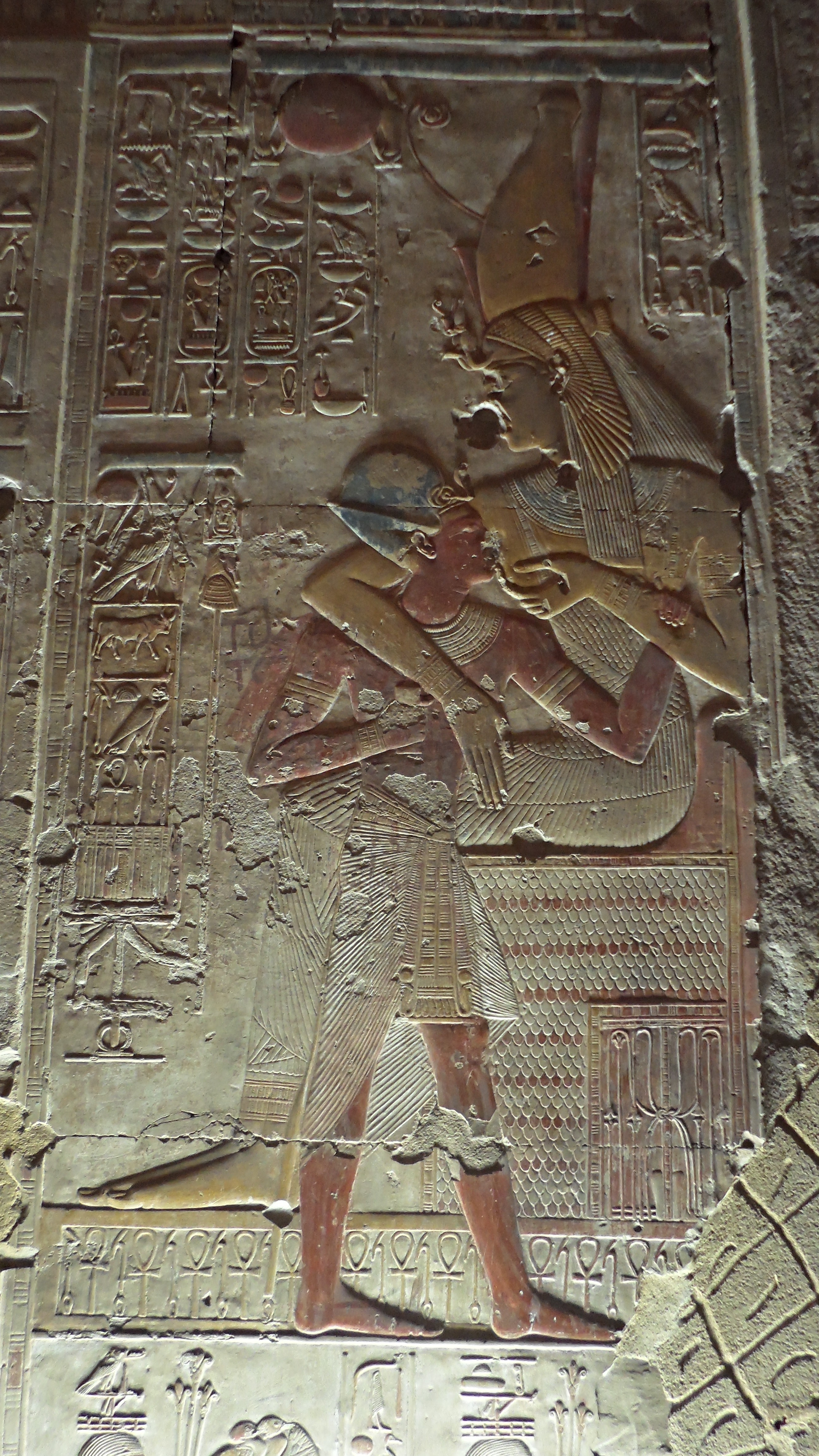
Bogini Mut karmi piersią Setiego I. Relief z drugiej sali hipostylowej świątyni grobowej Setiego I w Abydos.

Większość bóstw egipskich reprezentowała zjawiska naturalne lub społeczne. Na ogół uważano, że bóstwa są w nich immanentne — fizycznie obecne w świecie. Reprezentowały zarówno miejsca i obiekty materialne, jak i abstrakcyjne pojęcia oraz siły. Bóg Szu stanowił deifikację całego powietrza świata; bogini Meretseger nadzorowała ograniczony region ziemi — Nekropolię Tebańską; a bóg Sia personifikował abstrakcyjne pojęcie percepcji. Główne bóstwa często odpowiadały za więcej niż jeden rodzaj zjawiska. Na przykład Chnumowi, bogu położonej na Nilu wyspy Elefantyny, przypisywano generowanie corocznych wylewów rzeki, użyźniających ziemie uprawne kraju. Być może z uwagi na życiodajny charakter tej roli, uważano też, że stworzył on wszystkie żywe istoty, kształtując ich ciała na kole garncarskim. Bóstwa mogły również pełnić w naturze zbliżone role, przykładowo za bóstwa solarne uważano między innymi Ra, Atuma, Chepri i Horusa. Pomimo zróżnicowanych funkcji, większości bóstw przyświecał wspólny cel: utrzymywanie maat, uniwersalnego porządku, także uosobionego pod postacią bogini i stanowiącego główną zasadę egipskiej religii. Niektóre bóstwa reprezentowały jednak zakłócanie tego ładu. Najważniejsze z nich, Apophis, wprost uosabiało siły chaosu, nieustannie zagrażające wszechświatowi, Set zaś był postacią ambiwalentną, gdyż mógł być zarówno przeciwnikiem nieporządku, jak i jego sojusznikiem.
Nie wszystkie aspekty egzystencji postrzegano jako bóstwa. Choć wiele z nich wiązano z Nilem, żadne z nich nie uosabiało tej rzeki w taki wyraźny sposób, w jaki Ra uosabiał Słońce. Zjawiska krótkotrwałe, takie jak tęcze czy zaćmienia, także nie posiadały boskiej personifikacji; podobnie jak wiele innych składników świata, na przykład ogień czy woda.
Role pełnione przez bóstwa miały płynne granice, a każdy bóg mógł rozszerzyć swoją naturę, aby przybrać nowe cechy. W związku z tym ich role są trudne do jednoznacznego skategoryzowania lub zdefiniowania. Pomimo tej elastyczności, bóstwa podlegały pewnym ograniczeniom zarówno w zakresie swoich możliwości, jak i zasięgu stref wpływów. Nawet bóg-stwórca nie mógł sięgnąć poza granice kosmosu, który powołał do istnienia, a Izyda, choć uważana za najmądrzejszą spośród bóstw, nie była wszechwiedząca. Richard H. Wilkinson twierdzi jednak, że niektóre teksty pochodzące ze schyłkowego okresu Nowego Państwa świadczą o ewolucji kultu Amona w stronę poglądu, że bóg ten zbliżał się on do wszechwiedzy i wszechobecności oraz przekraczał granice świata w sposób nieosiągalny dla innych bóstw.

Statuetka bogini Taweret. Ok. 1292-1190 p.n.e., Nowe Państwo. Zbiory Muzeum Egipskiego w Turynie.

Bóstwa najbardziej ograniczone i wyspecjalizowane bywają we współczesnej literaturze określane jako „pomniejsze bóstwa” lub „demony”, choć terminy te nie mają ścisłych, jednoznacznych definicji. Niektóre z tych istot pełniły rolę strażników określonych miejsc, zwłaszcza w królestwie zmarłych — Duat. Inne poruszały się w świecie ludzi bądź Duat jako słudzy lub posłańcy potężniejszych bóstw, bądź błąkały się po świecie, wywołując choroby lub inne nieszczęścia wśród ludzi. Pozycja demonów w boskiej hierarchii nie była stała: bóstwa opiekuńcze Bes i Taweret, początkowo uznawane za pomniejsze, z czasem zdobyły znaczne wpływy. Najbardziej przerażające istoty zamieszkujące Duat uważano zarówno za obrzydliwe, jak i niebezpieczne dla ludzi. W ciągu historii Egiptu zaczęto postrzegać je za zasadniczo podrzędnych członków boskiego społeczeństwa, reprezentujących przeciwieństwo dobroczynnych, życiodajnych głównych bóstw. Jednak nawet główne bóstwa potrafiły czasami dokonywać zemsty na ludziach lub sobie nawzajem, prezentując demoniczną stronę swojego charakteru i zacierając granice między demonami a bóstwami.

### Zachowanie
Wierzono, że boskie zachowanie rządzi całym światem przyrody. Z wyjątkiem kilku wrogo nastawionych istot zakłócających porządek kosmosu, większość bóstw dążyła do utrzymania maat. To właśnie one stworzyły wszystkie żywe istoty i podtrzymywały ich istnienie. Działania te umożliwiała siła nazywana przez Egipcjan heka, który to termin zwykle tłumaczy się jako „magia”. Heka stanowiła fundamentalną moc, za pomocą której bóg-stwórca powołał do istnienia świat oraz inne bóstwa.

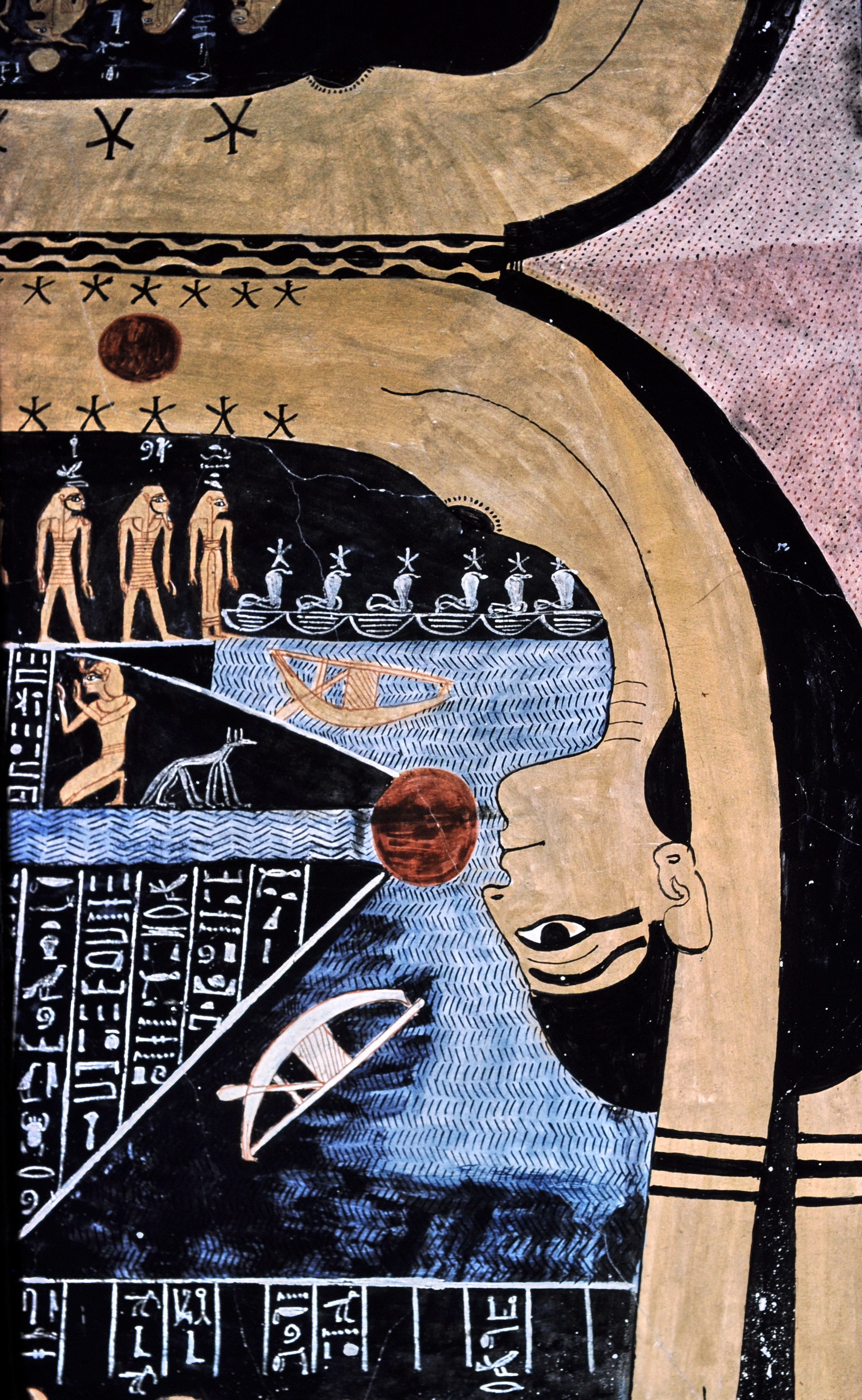
Bogini nieba Nut połyka słońce, które nocą przemierza jej ciało, by odrodzić się o świcie.

Działania bóstw w czasach współczesnych ludziom opisywano i wychwalano w hymnach i tekstach pogrzebowych. W przeciwieństwie do nich, mitologia dotyczyła głównie wydarzeń z niejasno sprecyzowanej przeszłości, w której bóstwa miały być fizycznie obecne na ziemi i wchodzić w bezpośrednie interakcje z ludźmi. Na zdarzeniach z tych mitycznych czasów wzorowano różne odbywające się cyklicznie wydarzenia, przykładowo, inauguracja każdego z nowych władców odtwarzała w swych założeniach wstąpienie Horusa na tron jego ojca Ozyrysa.
Mity należy rozumieć jako metafory niezrozumiałych dla ludzi działań bóstw. Zawierają one w sobie pozornie sprzeczne idee, z których każda ukazuje określoną perspektywę wydarzeń rozgrywających się w świecie nadprzyrodzonym. Sprzeczności te stanowią część wieloaspektowego podejścia Egipcjan do wierzeń religijnych – Henri Frankfort określił je mianem „mnogości podejść” do zrozumienia bóstw. W mitach bóstwa zachowywały się podobnie do ludzi. Czuły emocje, mogły jeść, pić, walczyć, płakać, chorować i umierać. Niektóre posiadały unikalne cechy charakteru: Set był agresywny i impulsywny, a Tot, patron pisma i wiedzy, miał skłonność do wygłaszania rozwlekłych przemówień. Ogólnie jednak bóstwom tym bliżej raczej do archetypów niż do precyzyjnie nakreślonych postaci. Różne wersje mitów mogły przedstawiać odmienne bóstwa odgrywające tę samą archetypiczną rolę, jak w mitach o kobiecym aspekcie boga słońca – Oku Ra – reprezentowanym przez wiele różnych bogiń. Mity ukazują zachowania bóstw w sposób niespójny, a informacje dotyczące ich motywacji i sposobu myślenia są ograniczone. W większości mitów brakuje dobrze rozwiniętych postaci i fabuł, ponieważ większą wagę niż do rzeczywistej wartości literackiej przykładano do ich symbolicznego znaczenia.
Za pierwsze wydarzenie w dziejach świata uznawano boski akt stworzenia kosmosu, opisany w różnych mitach kosmogonicznych. W zależności od wersji, mity te skupiały się na różnych bóstwach, z których każde występowało jako stwórca. Ośmiu bogów Ogdoady, reprezentujących chaos poprzedzający powstanie świata, zrodziło boga słońca, który zaprowadził porządek w nowo utworzonym świecie; Ptah, uosobienie myśli i kreatywności, nadał formę wszystkim rzeczom, wyobrażając je sobie i nazywając; Atum powołał wszystko do istnienia jako emanację samego siebie; natomiast Amon, według teologii promowanej przez swoich kapłanów, poprzedzał i stworzył innych bogów-stwórców. Wszystkich tych opowieści nie postrzegano jako sprzecznych. Każda z nich dawała wgląd w inną perspektywę złożonego procesu, dzięki któremu z jednorodnego chaosu wyłonił się zorganizowany wszechświat wraz z licznymi zamieszkującymi go bóstwami. Tłem większości mitów jest okres po stworzeniu świata, w którym bogowie kolejno sprawowali władzę jako królowie boskiej społeczności. Bóstwa walczą w nich z siłami chaosu i między sobą, po czym wycofują się z ludzkiego świata, ustanawiając na swe miejsce historycznych królów Egiptu.
Powracającym motywem w tych mitach są starania bóstw o utrzymanie maat wbrew działaniom sił nieporządku. Na początku stworzenia toczą one zaciekłe bitwy z mocami chaosu. Ra i Apophis, rywalizując ze sobą każdej nocy, kontynuują tę walkę także w teraźniejszości. Inny ważny motyw to śmierć i odrodzenie bóstw. Najbardziej wyrazistym przykładem śmierci bóstwa jest mit Ozyrysa, w którym bóg ten zostaje zamordowany, a następnie wskrzeszony jako władca Duat. Wierzono również, że bóg słońca starzeje się podczas codziennej wędrówki po niebie, a w nocy zanurza się w Duat, by następnie o świcie pojawić się ponownie jako małe dziecko. Podczas tego cyklu wchodził on w kontakt z Nun, odmładzającą wodą pierwotnego chaosu. Teksty pogrzebowe opisujące podróż Ra przez Duat wzmiankują również zwłoki innych bóstw, którem miały ożywać wraz z nim. Bóstwa nie były więc niezmienne w swej nieśmiertelności, zamiast tego cyklicznie umierały i odradzały się na nowo, powtarzając wydarzenia z czasu stworzenia, co odnawiało cały świat. Niemniej jednak zawsze istniała możliwość przerwania tego cyklu, co oznaczałoby powrót świata do stanu chaosu. Niektóre nie do końca zrozumiałe teksty egipskie zdają się sugerować, że do tej zagłady musi w końcu dojść, a bóg-stwórca pewnego dnia unicestwi porządek świata, pozostawiając w pierwotnym chaosie jedynie siebie i Ozyrysa.

### Miejsce pobytu

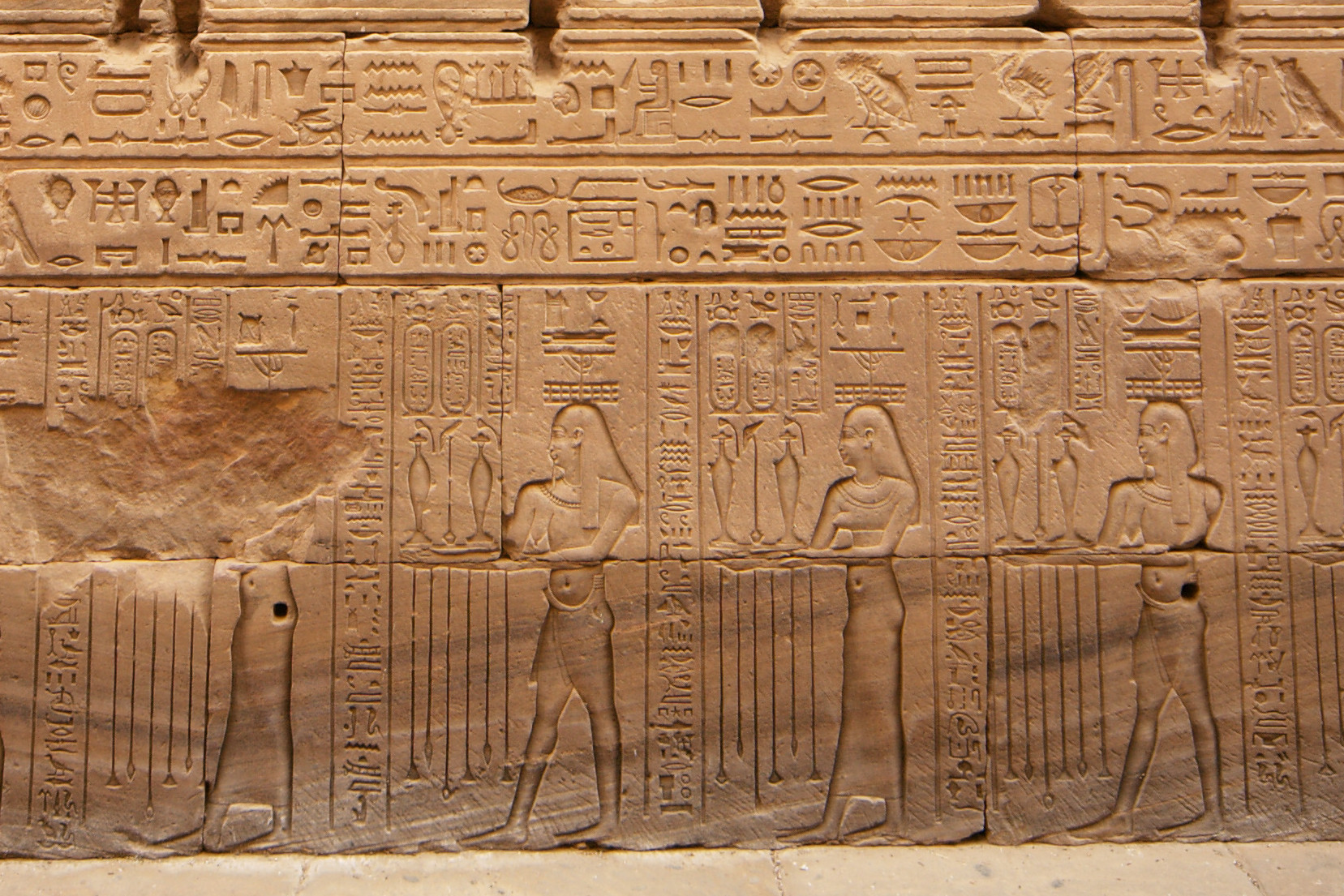
Bóstwa uosabiające nomy Egiptu.

Bóstwa wiązano z określonymi regionami wszechświata. W tradycji egipskiej świat obejmował Ziemię, niebo oraz zaświaty. Otaczała go nieposiadająca sprecyzowanej formy ciemność istniejąca jeszcze przed jego powstaniem. Uważano, że bóstwa zamieszkują przede wszystkim niebo, jednak jeśli ich role wiązały je z innymi częściami wszechświata, wtedy zamiast nieba miały one zamieszkiwać właśnie te miejsca. Akcja większości mitów toczyła się na Ziemi w czasach poprzedzających wycofanie się bóstw ze świata ludzi. Przebywające wówczas na Ziemi bóstwa czasami wchodziły w interakcje z tymi zamieszkującymi niebo. Zaświaty natomiast uznawano za miejsce odległe i niedostępne, a zamieszkujące je byty nie mogły łatwo porozumiewać się ze światem żywych. Również przestrzeń poza kosmosem uważano za bardzo oddaloną, także zamieszkiwały ją bóstwa, zarówno wrogie, jak i nastawione przyjaźnie do innych bogów i ich uporządkowanego świata.
W czasach współczesnych starożytnym Egipcjanom, następujących po okresie mitycznym, większość bóstw miała zamieszkiwać niebo lub  przebywać w świecie ludzi w niewidzialnej postaci. Za główne ośrodki ich kontaktu ze śmiertelnikami uważano świątynie, pełniące rolę domów dla bóstw w ludzkim świecie. Wierzono, że każdego dnia bóstwa przenosiły się tam ze swojego świata, aby zamieszkiwać przyjmujące postać posążków kultowe wizerunki. Miało to pozwalać ludziom wchodzić z nimi w interakcje podczas odprawiania świątynnych rytuałów. To przemieszczanie się bóstw pomiędzy światami czasem opisywano jako podróż między niebem a Ziemią. Świątynie stanowiły centralne punkty egipskich miast, a bóstwo głównej świątyni pełniło rolę zarówno opiekuna, jak i władcy miasta oraz okolicznych terenów. W konsekwencji, cały kraj dzielił się na skupione wokół osiedli ludzkich i otaczających je regionów strefy boskich wpływów. Wiele bóstw posiadało więcej niż jeden ośrodek kultu, a ich lokalne powiązania mogły ulegać zmianom w czasie. Kulty mogły zarówno rozprzestrzeniać się w nowych miastach, jak i tracić na znaczeniu. Dlatego też w czasach historycznych miejsca wiązane z narodzinami kultu danego bóstwa niekoniecznie pokrywały się w każdym przypadku z głównym ośrodkiem jego czci. Na status bóstw mogły również wpływać polityczne wpływy miast. Przejęcie przez władców Teb kontroli nad całym krajem w początkach Średniego Państwa (ok. 2055-1650 p.n.e.) wyniosło bogów-patronów Teb — najpierw boga wojny Montu, a następnie Amona — do rangi narodowej.

### Imiona i tytuły

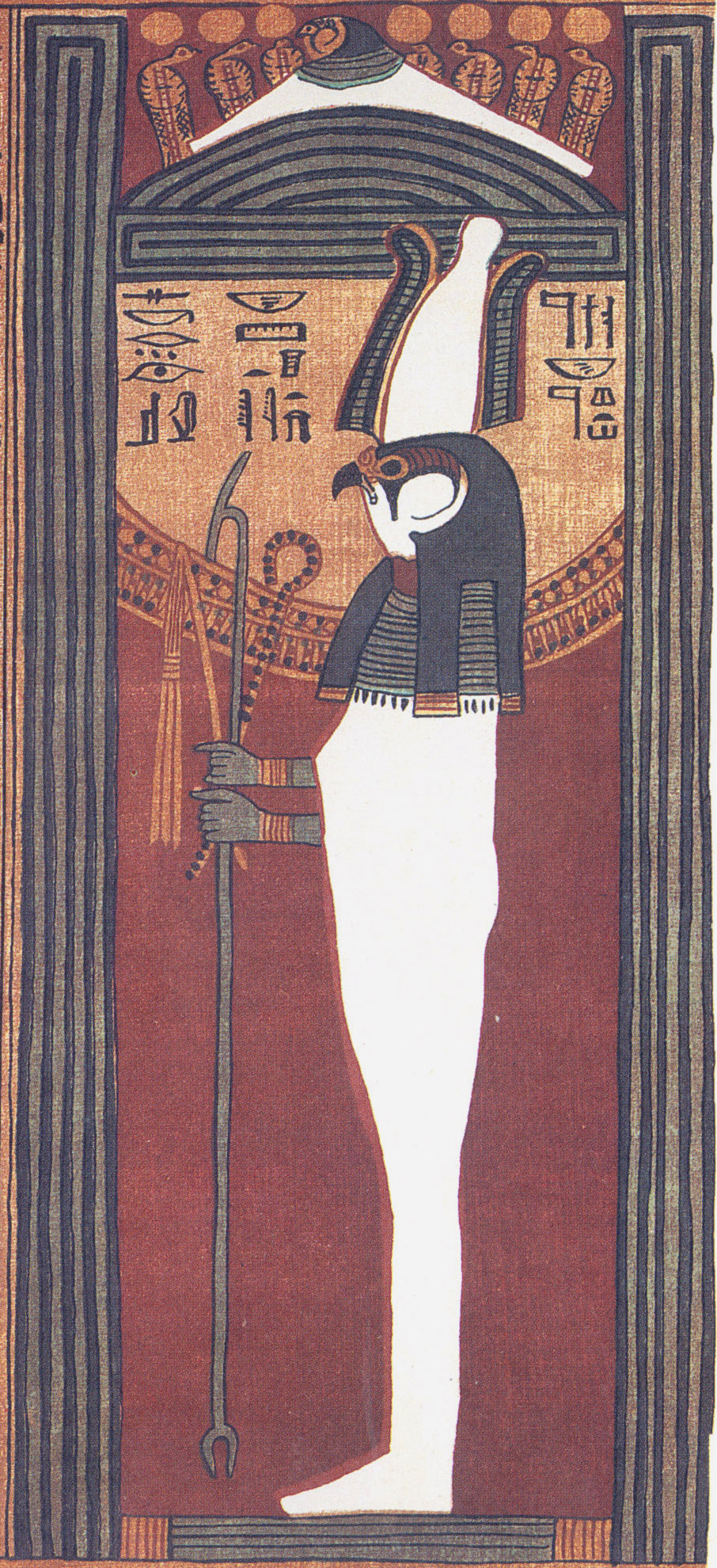
Faksymile winiety z Papirusu Aniego, przedstawiającej Sokara-Ozyrysa stojącego w sanktuarium.

W egipskich wierzeniach nazwy wyrażały fundamentalną naturę rzeczy, do których się odnosiły. Zgodnie z tym przekonaniem, imiona bóstw często odnosiły się do ich ról lub pochodzenia. Imię drapieżnej bogini Sechmet oznacza „mocarną”, imię tajemniczego boga Amona — „ukrytego”, a imię Nechbet, czczonej w mieście Necheb, oznacza „tę z Necheb”. Wiele innych imion nie ma jednak określonego znaczenia, nawet jeśli bóstwa je noszące były ściśle związane z konkretną rolą. Przykładowo, imiona bogini nieba Nut i boga ziemi Geba nie przypominają egipskich określeń na niebo i ziemię.
Egipcjanie tworzyli także fałszywe etymologie, nadające boskim imionom dodatkowe, symboliczne znaczenia. We fragmencie pochodzącym z Tekstów Sarkofagów, imię związanego z rytuałami pogrzebowymi boga Sokara zapisano jako sk r, co oznacza „oczyszczenie ust”, co wiązało je z rolą odgrywaną przez tego boga w rytuale Otwarcia Ust. Z kolei jeden z Tekstów Piramid podaje, że imię to pochodzi od słów wykrzyczanych przez Ozyrysa w chwili zagrożenia, co miało połączyć Sokara z najważniejszym bóstwem świata podziemnego.
Uważano, że bóstwa noszą wiele różnych imion. Wśród nich znajdowały się tajne imiona, trafniej niż inne oddające ich prawdziwą naturę. Poznanie prawdziwego imienia bóstwa oznaczało zdobycie nad nim władzy. Duże znaczenie imion ukazuje mit, w którym Izyda otruła potężniejszego od siebie boga Ra i odmówiła uzdrowienia go, chyba że ten wyjawi jej swoje tajemne imię. Po poznaniu tego imienia zdradziła je ona swojemu synowi Horusowi, dzięki czemu oboje zyskali większą wiedzę i moc.
Oprócz imion, bóstwom nadawano także epitety, takie jak „posiadacz splendoru”, „władca Abydos” lub „pan nieba”, nawiązujące do pewnych aspektów ich ról lub kultów. Ze względu na liczne i często nakładające się na siebie role pełnione przez bóstwa, mogły one posiadać wiele epitetów — ważniejsze gromadziły ich więcej — a ten sam epitet mógł odnosić się do wielu bóstw jednocześnie. Niektóre epitety z czasem ewoluowały i wyodrębniały się jako oddzielne byty, tak jak w przypadku Werethekau. Epitet ten, oznaczający „wielką czarodziejkę”, stosowano początkowo w odniesieniu do kilku różnych bogiń, lecz w końcu zaczęto traktować go jako niezależny podmiot. Zróżnicowanie boskich imion i tytułów odzwierciedlało różnorodność i wieloaspektowość natury bogów.

### Płeć i seksualność

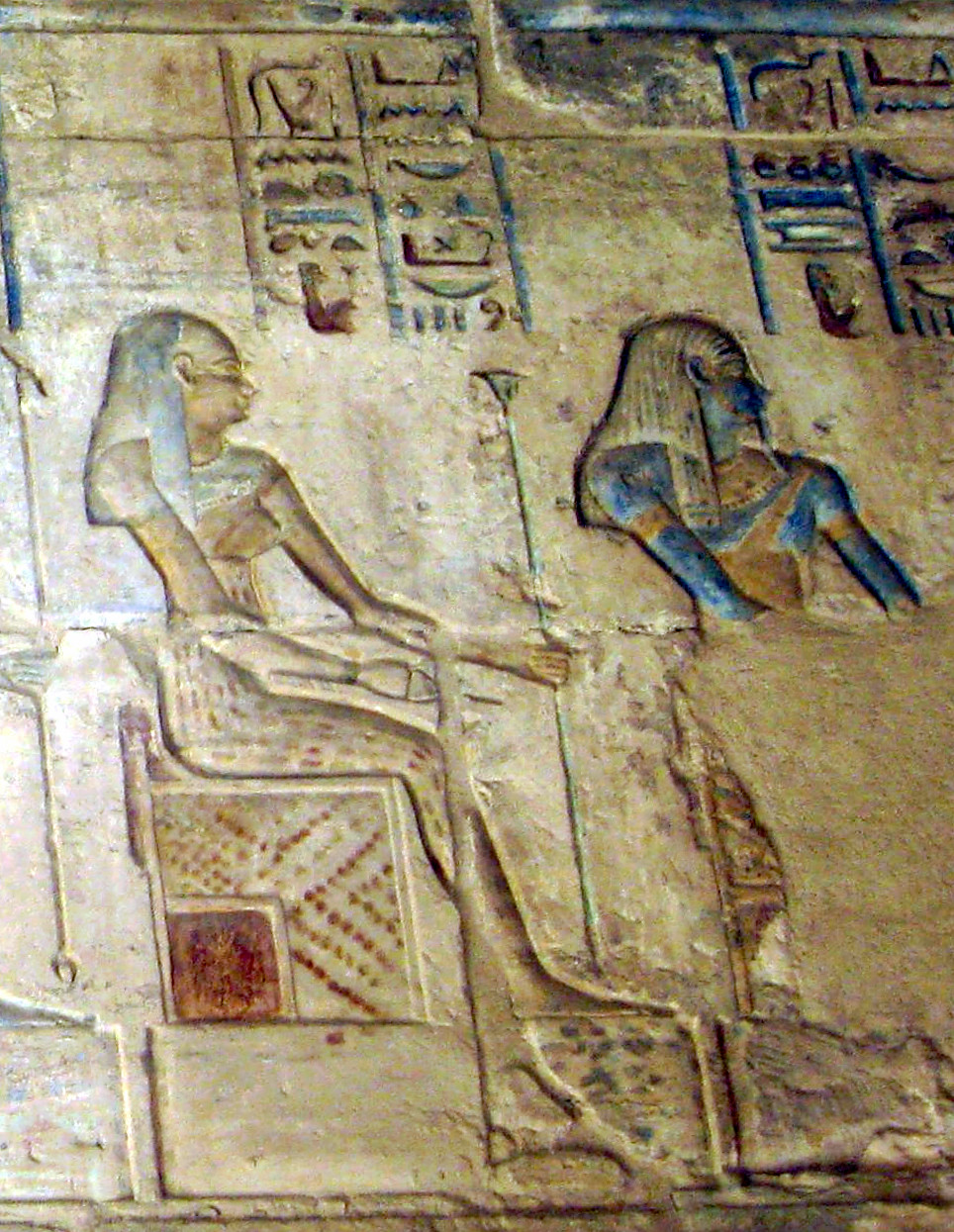
Wizerunki Naunet i Nu z Deir el Medina.

Egipcjanie uważali dychotomiczny podział na mężczyznę i kobietę za fundamentalny dla wszystkich istot, w tym bóstw. Bogom przypisywano zazwyczaj wyższy status niż boginiom, pozostawali oni także ściślej związani z aktem stworzenia oraz władzą królewską. Boginie częściej wspierały ludzi i udzielały im pomocy. Niektóre bóstwa nie posiadały określonej płci, jednak większość takich przypadków napotkać można w mitach o stworzeniu, w których androginiczne bóstwo reprezentowało niesprecyzowany stan istnienia przed powstaniem świata. Atuma postrzegano głównie jako mężczyznę, jednak zawierał on w sobie także kobiecy aspekt, niekiedy wyodrębniany jako bogini Iusaaset lub Nebethetepet. Sam proces stworzenia miał rozpocząć się wraz z powołaniem przez Atuma do istnienia zróżnicowanej płciowo pary bóstw: boga Szu i jego małżonki Tefnut. Podobnie Neit, czasami uważana za boginię-stwórczynię, miała pewne męskie cechy, ale postrzegano ją głównie jako kobietę.
Płeć biologiczna oraz kulturowa pozostawały w ścisłym związku ze stworzeniem, a tym samym, odrodzeniem. Uważano, że bogowie odgrywali aktywną rolę podczas płodzenia dzieci. Boginie często sprowadzano do roli drugoplanowej, w której podkreślały męskość swych małżonków i wychowywały ich dzieci, jednak pod koniec historii Egiptu zaczęto przypisywać im większą rolę w procesie prokreacji. Boginie pełniły funkcje mitologicznych matek i żon królów, co czyniło je wzorcami osobowymi dla ludzkich królowych. Jako naczelny przykład tego powiązania między boskością a władzą królewską można wskazać Hathor — najważniejszą boginię przez znaczną część egipskiej historii, uznawaną za matkę lub małżonkę Horusa.
Bóstwa żeńskie posiadały w sobie także pierwiastek przemocy, który można było postrzegać zarówno pozytywnie, jak w przypadku chroniących faraona bogiń Uadżet i Nechbet, jak i negatywnie. Mityczny motyw Oka Ra kontrastuje kobiecą agresję z seksualnością i opiekuńczością, gdy bogini szaleje pod postacią Sechmet lub innego niebezpiecznego bóstwa, dopóki inni bogowie jej nie uspokoją, dzięki czemu staje się łagodną boginią, taką jak Hator, która w niektórych wersjach opowieści zostaje następnie małżonką męskiego boga.
Egipska koncepcja seksualności koncentrowała się przede wszystkim na reprodukcji heteroseksualnej, a akty homoseksualne postrzegano zwykle z dezaprobatą. Niektóre teksty wspominają jednak o zachowaniach homoseksualnych między bóstwami męskimi. W niektórych przypadkach, zwłaszcza gdy Set dokonał napaści seksualnej na Horusa, akty te miały podkreślać dominację aktywnego partnera i upokorzenie uległego. Inne relacje pomiędzy męskimi bóstwami postrzegano jednak pozytywnie, a w ich efekcie nawet przychodziło na świat potomstwo — przykładowo, jeden z tekstów opisuje, jak Chnum rodzi się ze związku Ra i Szu.

### Relacje pomiędzy bóstwami
Egipskie bóstwa łączyły złożone i zmienne relacje. Powiązania oraz wzajemne interakcje pomiędzy nimi pomagały określić ich charakter. Przykładowo Izyda, jako matka i obrończyni Horusa, była wielką uzdrowicielką, a także patronką królów. Tego typu związki stanowiły ważniejszy nawet od mitów sposób wyrażania światopoglądu religijnego, choć oczywiście tworzyły one także bazowy materiał, na podstawie którego mity te tworzono.

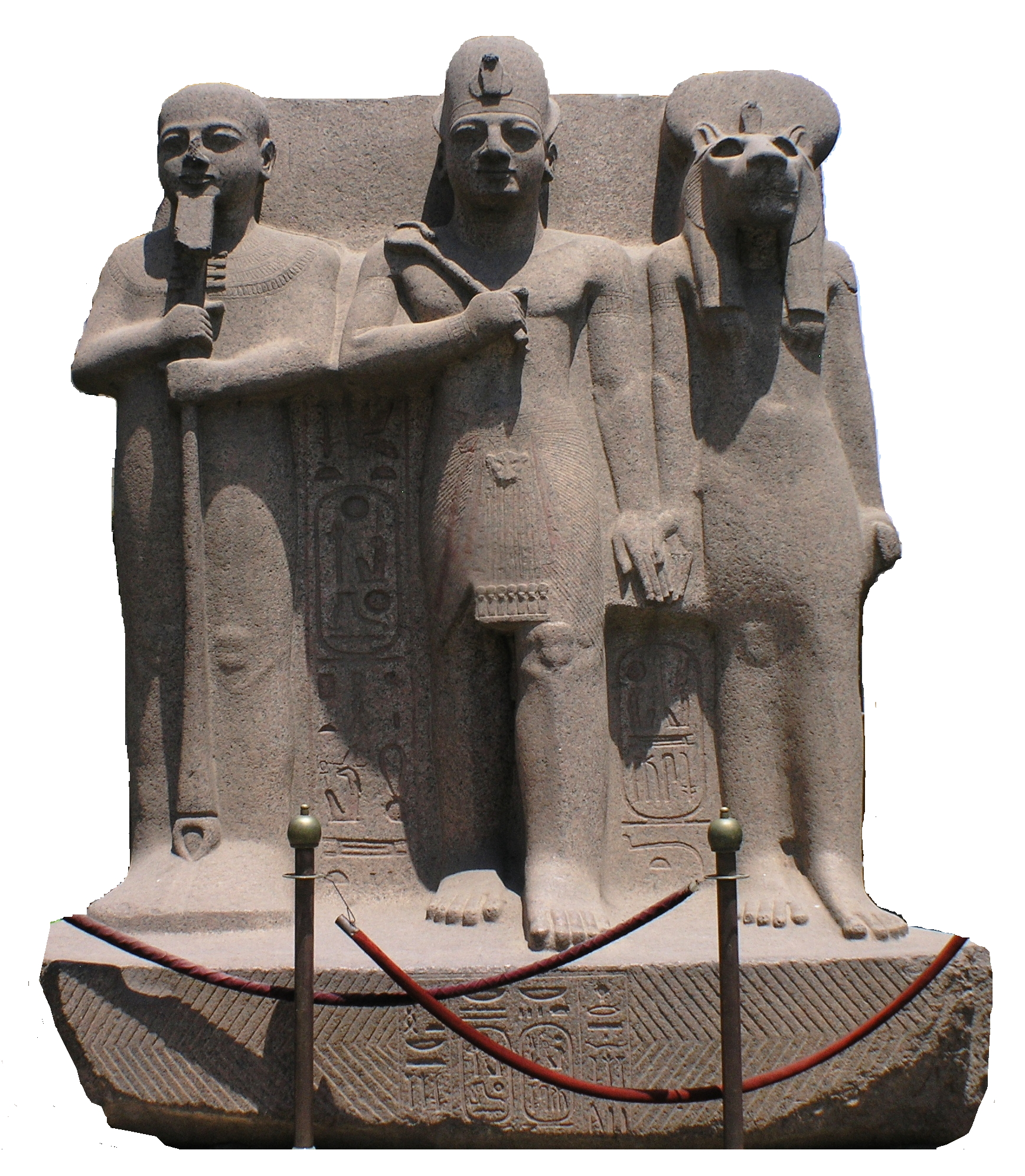
Król w towarzystwie Ptaha (z lewej) i Sechmet (z prawej). Władca reprezentuje tu ich potomka, Nefertuma.

Pomiędzy bóstwami powszechnie występowały relacje rodzinne. Często tworzyły one związki męsko-żeńskie. Rodziny składające się z trzech bóstw — ojca, matki i dziecka — symbolizowały powstawanie nowego życia i sukcesję z ojca na syna, co łączyło boskie rodziny z ideą dziedzicznością władzy królewskiej. Archetyp ten, ustanowiony przez Ozyrysa, Izydę i Horusa, z czasem rozprzestrzenił się na wiele lokalnych ośrodków kultowych. Przykładem są triady: Ptaha, Sechmet i ich potomka Nefertuma w Memfis oraz triada tebańska. Tego rodzaju powiązania genealogiczne mogły jednak różnić się w zależności od okoliczności. Hathor przypisywano rolę zarówno matki, małżonki, jak i córki boga słońca, a dziecięca forma Horusa pełniła rolę trzeciego członka wielu lokalnych triad rodzinnych.
Inne grupy bóstw składały się z bytów pełniących powiązane ze sobą role lub wspólnie reprezentujących określony obszar egipskiego mitologicznego kosmosu. Wyróżnia się między innymi zbiorowości bóstw dla godzin dnia i nocy oraz dla każdego nomu Egiptu. Niektóre z tych grup zawierają liczbę bóstw o sprecyzowanym, symbolicznym znaczeniu. Bóstwa tworzące pary niekiedy pełniły podobne role, tak jak Izyda i jej siostra Neftyda, chroniące i wspierające Ozyrysa. Inne pary reprezentowały przeciwstawne, ale powiązane ze sobą koncepcje stanowiące część większej całości. Ra, dynamiczny bóg światła słonecznego oraz Ozyrys, statyczne bóstwo spowite ciemnością, każdej nocy stapiali się w jednego boga. Starożytni Egipcjanie wiązali grupy trzyosobowe z wielością, a grupy czteroosobowe symbolizowały kompletność. Władcy późnego Nowego Państwa szczególną cześć oddawali ważnej grupie trzech bogów: Amonowi, Ra i Ptahowi. Bóstwa te reprezentowały mnogość wszystkich bogów, jak również własne ośrodki kultu (główne miasta: Teby, Heliopolis i Memfis) oraz liczne potrójnych zestawy pojęć obecne w egipskiej myśli religijnej. Czasami w skład tej grupy zaliczano także Seta, boga-patrona królów XIX dynastii, ucieleśniającego nieład w świecie, co podkreślało spójność koncepcji panteonu.
W starożytnym Egipcie liczba dziewięć, jako wynik mnożenia trzech przez trzy, była symbolem mnogości, czyli dużej, niemal nieskończonej liczby. Z tego powodu Egipcjanie nazywali niektóre znaczące grupy bóstw Enneadami, nawet jeśli liczyły one więcej niż dziewięciu członków. Jedną z najbardziej rozpoznawalnych Ennead jest Enneada heliopolitańska, czyli rozszerzona rodzina bóstw wywodzących się od Atuma, obejmująca wiele ważnych bóstw. Terminem Enneada często określano także zbiorowość wszystkich bóstw Egiptu.
Struktura egipskiego panteonu charakteryzowała się niejasną i zmienną hierarchią. Wyższe pozycje w boskiej społeczności zajmowały bóstwa o szerszym zasięgu oddziaływania w kosmosie lub mitologicznie starsze od innych. Na samym szczycie tej hierarchii zasiadał król bogów, zwykle utożsamiany ze stwórcą. W różnych okresach historii Egiptu rolę tę przypisywano różnym bóstwom. We wczesnym okresie dynastycznym za najważniejszego boga uznawano Horusa, w Starym Państwie prymat sprawował Ra, w Nowym Państwie zaś rolę tę przejął Amon. Czasy ptolemejskie oraz rzymskie to z kolei okres dominacji Izydy, która zyskała wówczas status boskiej królowej i bogini-stwórczyni. Nowo wywyższane bóstwa miały tendencję do przejmowania cech charakterystycznych swoich poprzedników. Kiedy Amon został władcą panteonu, utożsamiono go z Ra, aby stał się bóstwem solarnym, Izyda zaś w miarę poszerzania swoich wpływów, absorbowała cechy wielu innych bogiń.

### Przyjmowane formy oraz połączenia

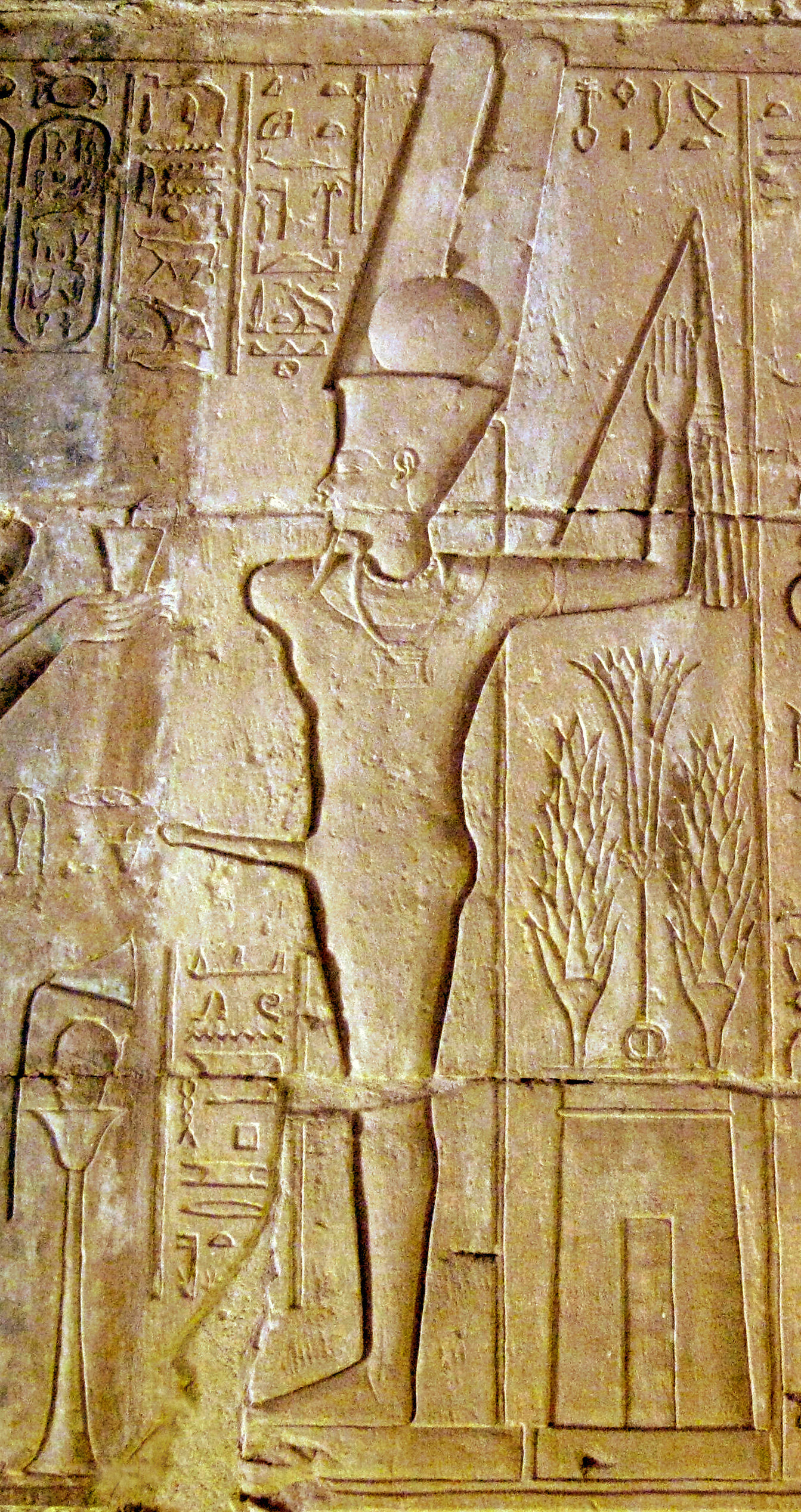
Amon-Ra-Kamutef, forma Amona łącząca solarne aspekty Ra i zdolności prokreacyjne charakterystyczne dla Mina. Dysk słoneczny na jego nakryciu głowy pochodzi od Ra, wyprostowany fallus zaś zapożyczono z ikonografii Mina.

Bóstwa uważano za byty manifestujące się w wielu różnych formach. Egipcjanie wykształcili złożoną koncepcję duszy ludzkiej, składającej się z kilku części, wierzyli oni też, że dusze bóstw składały się z tych samych elementów. Ba było aspektem ludzkiej lub boskiej duszy wpływającym na otaczający je świat. Wszelkie widoczne przejawy mocy bóstwa stanowiły jego ba; dlatego słońce nazwano ba Ra. Wyobrażenia bóstw, takie jak ich kultowe wizerunki, wokół których koncentrowały się rytuały świątynne, lub święte zwierzęta reprezentujące niektóre z bóstw, uważano za ka — inną składową ich istoty, spełniającą rolę nośnika dla ba. Bóstwom niekiedy przypisywano wiele ba i ka, którym czasami nadawano imiona reprezentujące różne aspekty ich boskiej natury. Wszystko co istniało uznawano za ka boga-stwórcy Atuma, pierwotnie zawierającego w sobie wszystkie rzeczy. Jedno bóstwo mogło być też uznawane za ba innego, co oznaczało, że pierwsze z nich traktowano jako manifestację mocy drugiego. Zdarzało się również, że boskie części ciała funkcjonowały jako osobne bóstwa  — przykładowo zarówno Oko Ra, jak i Rękę Atuma personifikowano jako boginie. Życiodajna moc przenikała bóstwa do tego stopnia, że nawet ich płyny ustrojowe mogły przekształcać się w inne żywe istoty. Wierzono, że ludzkość zrodziła się z łez boga stwórcy, a inne bóstwa z jego potu.
Bóstwa o znaczeniu ogólnonarodowym dały początek lokalnym manifestacjom, niekiedy wchłaniającym cechy starszych bóstw regionalnych. Horus występował w wielu formach powiązanych z konkretnymi miejscami, takich jak Horus z Nechen, Horus z Buhen i Horus z Edfu. Tego typu lokalne manifestacje niekiedy traktowano jako niemal odrębne byty. Z czasów Nowego Państwa znany jest przypadek człowieka oskarżonego przez wyrocznię Amona z Pe-Chenty o kradzież ubrań. Człowiek ten, licząc na zmianę wyroku, skonsultował się z dwiema innymi lokalnymi wyroczniami Amona. Manifestacje bóstw różniły się również w zależności od pełnionych przez nie ról. Horus mógł być zarówno potężnym bogiem nieba, jak i bezbronnym dzieckiem, a formy te niekiedy postrzegano jako niezależne istoty.
Bóstwa łączyły się ze sobą równie łatwo, jak się dzieliły. Jedno mogło być uznane za ba innego, czasem też dwa lub więcej bóstw łączono w jedno, scalając ze sobą ich imiona oraz ikonografie. Bóstwa lokalne utożsamiano z tymi bardziej znaczącymi, a te o podobnych funkcjach łączono ze sobą. Na przykład Ra połączono z lokalnym bóstwem Sobkiem, tworząc Sobka-Ra; z Amonem, aby utworzyć Amona-Ra; ze słoneczną formą Horusa, tworząc Ra-Horachte; oraz z kilkoma bóstwami słonecznymi, co zaowocowało powstaniem Horemachet-Chepri-Ra-Atuma. W rzadkich przypadkach łączono ze sobą bóstwa odmiennej płci, co skutkowało kombinacjami takimi jak Ozyrys-Neit. Taką praktykę łączenia bóstw nazywa się synkretyzmem. W przeciwieństwie do innych kontekstów, w których używa się tego terminu, praktyka egipska nie miała na celu scalania konkurencyjnych systemów wierzeń, chociaż zdarzały się sytuacje, w których obce bóstwa utożsamiano z rodzimymi. Zamiast tego, egipski synkretyzm uznawał wzajemne przenikanie się ról bóstw i rozszerzał ich sfery wpływów. Kombinacje synkretyczne zwykle nie były trwałe; bóstwo występujące w określonej kombinacji nadal mogło występować samodzielnie i tworzyć nowe połączenia z innymi bóstwami. W przypadku ściśle powiązanych bóstw dochodziło jednak czasem do ich trwałego połączenia. Horus wchłonął kilku bogów wyobrażanych jako sokoły, takich jak Chenti-irty i Chenti-cheti, z czasem stali się oni zaledwie jego lokalnymi manifestacjami. Z kolei Hathor pochłonęła podobną boginię-krowę Bat, a wczesnego boga życia pozagrobowego Chenti-Imentiu, wyparli Ozyrys i Anubis.

### Aton i możliwy monoteizm
W czasach panowania Echnatona (ok. 1353–1336 p.n.e.), przypadających na środkowy okres Nowego Państwa, religię państwową zdominował kult solarnego bóstwa Atona. Echnaton wstrzymał finansowanie świątyń innych bóstw, nakazał też usuwanie ich imion i wizerunków z pomników, szczególnie skupiając się na postaci Amona. Ten nowy system religijny, czasami nazywany atonizmem, znacznie różnił się od politeistycznego kultu praktykowanego w poprzednich epokach. Aton nie posiadał rozbudowanej mitologii, przedstawiano go też oraz opisywano w bardziej abstrakcyjny sposób niż tradycyjne bóstwa. W przeciwieństwie do wcześniejszych okresów, gdy nowe bóstwa integrowano z dotychczas istniejącym systemem wierzeń, doktryna atonistyczna skupiała się na jednolitym pojmowaniu boskości, wykluczając tradycyjną różnorodność perspektyw. Niemniej jednak atonizm mógł nie być monoteistyczny w ścisłym tego słowa znaczeniu. Istnieją dowody sugerujące, że ogół ludności nadal w ukryciu czcił innych bogów. Obraz sytuacji dodatkowo komplikuje tolerancja, którą atonizm wykazywał dla niektórych bóstw, takich jak Maat, Szu i Tefnut. Z tych powodów egiptolodzy Dominic Montserrat i John Baines sugerowali, że Echnaton mógł być monolatrystą, oddającym co prawda cześć tylko jednemu bóstwu, uznającym jednak istnienie innych. Nietypowa dla egipskiej historii teologia atonizmu nie zdobyła szerokiego uznania wśród ludności, a następcy Echnatona praktycznie natychmiast przywrócili tradycyjne wierzenia i praktyki kultowe.

### Jedność boskości w tradycyjnej religii

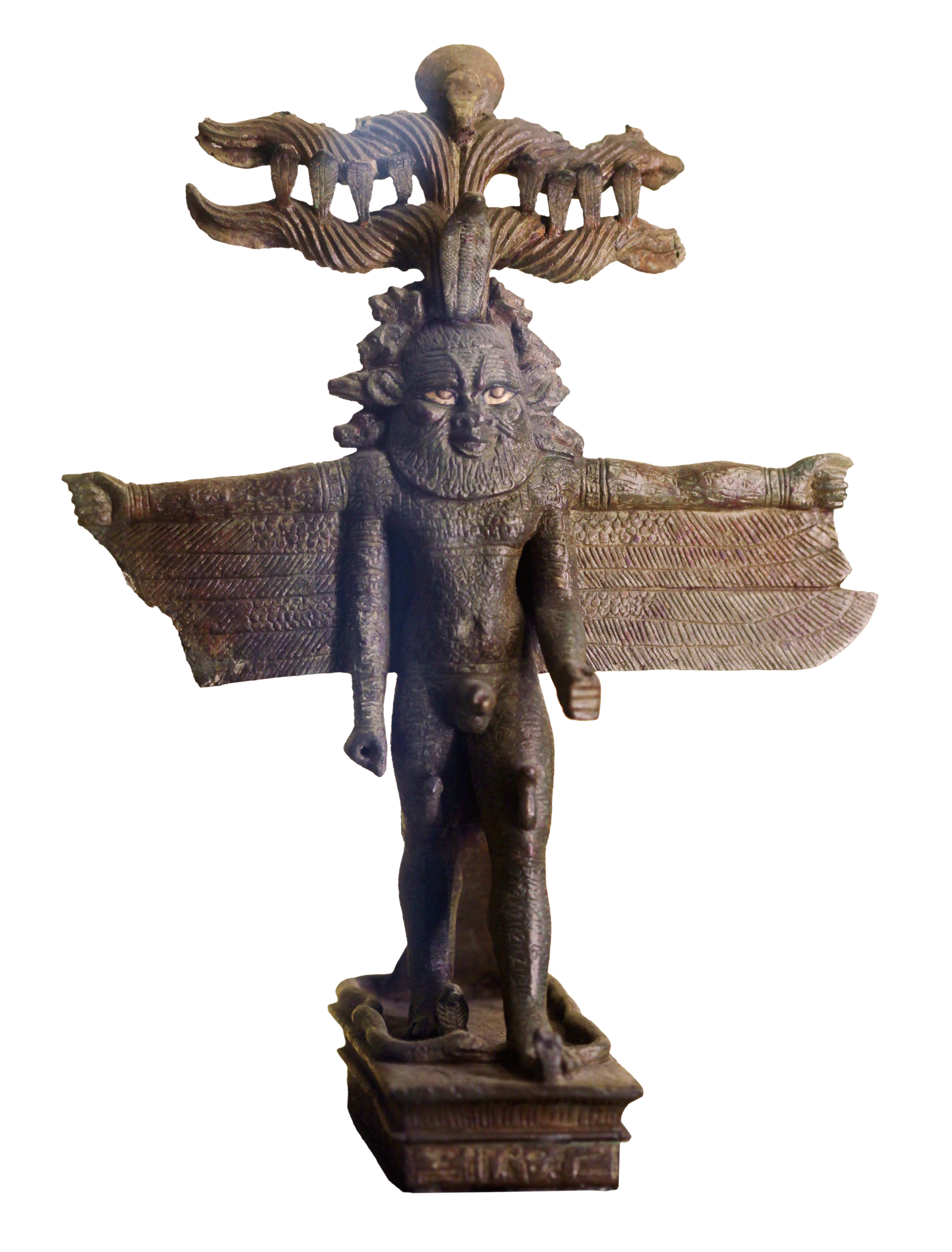
Bóg Bes wyobrażony z atrybutami wielu innych bóstw. Obrazy takie jak ten reprezentują obecność wielu boskich mocy w jednej istocie.

Uczeni od dawna toczą spór o to, czy tradycyjna egipska religia kiedykolwiek uznawała, że występujące w niej licznie bóstwa pozostawały na głębszym poziomie zjednoczone. U podstaw tej debaty leżą praktykowanie przez Egipcjan synkretyzmu (co sugeruje, że wszystkie bóstwa mogłyby ostatecznie połączyć się w jedno), oraz pojawiające się w egipskich tekstach tendencje do przypisywania konkretnemu bóstwu mocy nadrzędnej wobec wszystkich pozostałych. Dodatkową trudność interpretacyjną stanowi pojawiające się w literaturze mądrościowej pojęcie „bóstwa”, które nie odnosi się do żadnego konkretnego bytu. Na początku XX wieku E. A. Wallis Budge twierdził, że większość społeczeństwa praktykowała politeizm, a wiedza o prawdziwej monoteistycznej naturze religii pozostawała zarezerwowana dla wtajemniczonej elity, tworzącej literaturę mądrościową. Współczesny mu James Henry Breasted interpretował egipski system religijny jako panteistyczny, w którym we wszystkich bóstwach przejawiała się ta sama boska moc, utożsamiana z bóstwem solarnym, Hermann Junker sądził zaś, że u swego zarania monoteistyczna cywilizacja egipska w ciągu swojej historii przekształciła się w politeistyczną.
W 1971 Erik Hornung opublikował pracę obalające takie poglądy. Wskazał on na powszechność występowania w całej egipskiej historii tekstów określających wiele różnych, nawet pomniejszych bóstw, jako ważniejszych od wszystkich pozostałych. Twierdził on również, że nieokreślony „bóg” opisywany w tekstach mądrościowych to tak naprawdę ogólny termin określający bóstwo istotne dla czytelnika w danym kontekście. Choć kombinacje, manifestacje i ikonografie poszczególnych bóstw ulegały ciągłym zmianom, to jednak zawsze przyjmowały one ograniczoną liczbę form i nigdy nie były całkowicie wymienne w sposób właściwy systemom monoteistycznym lub panteistycznym. Według Hornunga, egipską religię można określić mianem henoteistycznej: Egipcjanin mógł w określonym czasie oddawać cześć dowolnemu bóstwu i przypisywać mu w tym momencie najwyższą moc, nie zaprzeczał on jednak w ten sposób istnieniu innych ani nie łączył ich wszystkich z tym, na którym się skupiał. Hornung wyciągnął z tego wniosek, że bóstwa były w pełni zjednoczone wyłącznie w micie, w czasie przed stworzeniem świata, po którym wyłoniły się one z jednolitego nieistnienia.
Argumenty Hornunga wywarły istotny wpływ na badania nad religią starożytnego Egiptu, jednak część uczonych nadal uważa, że niekiedy bóstwa były bardziej zjednoczone, niż wynikałoby to z jego teorii. Jan Assmann twierdzi, że koncepcja jedynego bóstwa zaczęła się rozwijać w okresie Nowego Państwa, począwszy od uznania Amona-Ra za najwyższe bóstwo solarne. Jego zdaniem, atonizm stanowił skrajny przejaw tej tych tendencji, gdyż zrównywał on jedno bóstwo ze słońcem i odrzucał kult przeważającej większości pozostałych. Następnie, w sprzeciwie wobec atonizmu, kapłani opisali uniwersalnego boga w inny sposób, niewykluczający się z tradycyjnym politeizmem. Uważano, że jedno bóstwo przewyższało wszystkie inne i przekraczało ramy fizycznego świata, a liczne bóstwa stanowiły jego aspekty. Według Assmanna, tę dominującą pozycję zajmował u schyłku Nowego Państwa Amon, a przez resztę historii Egiptu za uniwersalne bóstwo uważano wielu różnych bogów. James P. Allen wskazuje, że wzajemne współistnienie koncepcji jednego oraz wielu bóstw dobrze wpisywałoby się w koncepcję „mnogości podejść” w myśli egipskiej, a także w henoteistyczne praktyki religijne ogółu społeczeństwa. Uważał on, że Egipcjanie mogli uznawać bóstwa za zjednoczone, utożsamiając swoje jednolite pojęcie „bóstwa” z konkretnym bytem, którego tożsamość zależała od okoliczności”.

## Opisy i wizerunki

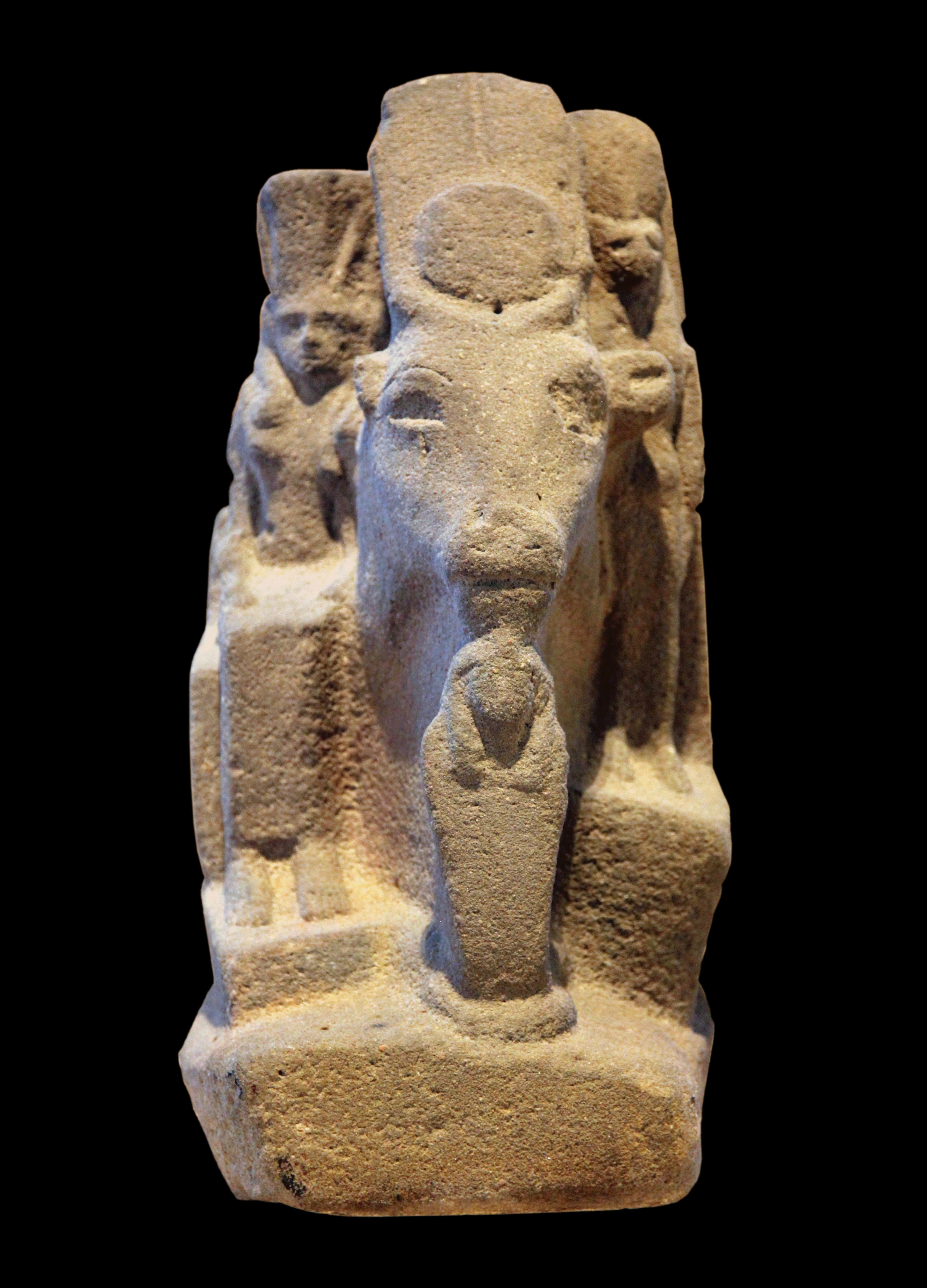
Statua z okresu Późnego (664–332 p.n.e.) przedstawiająca cztery aspekty Hator, ukazując boginię w różnorodnych formach. W centralnej, górnej części kompozycji Hator ukazana jest jako krowa z tarczą słoneczną umieszczoną między rogami, natomiast po lewej stronie widnieje jej postać ludzka z nakryciem głowy w kształcie sistrum. W prawej części figura łączy cechy ludzkie z głową lwicy, a poniżej, w centrum, Hator przybiera postać wijącego się węża z kobiecą głową.

Egipskie teksty zawierają szczegółowe opisy wyglądu bóstw. Składać się miały one ze szlachetnych materiałów: ich ciało ze złota, kości ze srebra, włosy zaś z lapisu lazuli. Wydzielać miały też zapach przypominający kadzidło używane przez Egipcjan w obrzędach. Niektóre źródła opisują również szczegółowo poszczególne bóstwa z osobna, w tym ich wzrost oraz kolor oczu, jednak cechy te nie miały trwałego charakteru, ponieważ bóstwa w mitach wpływały na swój wygląd, dostosowując go do własnych celów. Pisma egipskie często określają prawdziwą, pierwotną formę bóstw jako „tajemniczą”, nie należy zatem interpretować ich wizerunków dosłownie i uważać za wierne portrety. Zamiast tego, wyobrażenia te miały za zadanie symbolizować pewne konkretne aspekty ich natury, funkcjonując podobnie do ideogramów w piśmie hieroglificznym. Przykładowo, związanego z obrzędami pogrzebowymi boga Anubisa powszechnie przedstawiano w sztuce egipskiej jako psa lub szakala, zwierzęta zagrażające swym trybem życia pogrzebanym mumiom. Tego rodzaju symboliczne ujarzmienie miało zagrożenie to zniwelować i zapewnić zmarłym ochronę. Czarne zabarwienie jego wizerunku nawiązywało z kolei do koloru przybieranego przez zmumifikowane ciało oraz do żyznej gleby, uznawanej przez Egipcjan za symbol odrodzenia.
Większość bóstw przedstawiano na kilka sposobów, co pozwalało Egipcjanom wyrażać różne aspekty ich natury, przykładowo Hathor mogła być krową, kobrą, lwicą lub kobietą z bydlęcymi rogami bądź uszami. Jako że w charakterze środków wyrazu używano ograniczonych co do formy symbolicznych elementów, bóstwa często można od siebie odróżnić na podstawie ikonografii. Formy te to mężczyźni i kobiety (antropomorfizm), zwierzęta (zoomorfizm) oraz (najrzadziej spotykane) przedmioty nieożywione. Często stosowano też formy mieszane, takie jak postacie o ludzkim ciele i zwierzęcej głowie. Na przestrzeni dziejów sukcesywnie powstały nowe formy, a stopień złożoności ich kombinacji coraz bardziej się zwiększał, z najbardziej surrealistycznymi formami często przypisywanymi demonom świata podziemnego. Niektóre wizerunki bóstw można zidentyfikować wyłącznie na podstawie opisujących je inskrypcji, jak w przypadku Izydy i Hathor. Z uwagi na bliskie związki pomiędzy tymi boginiami, obie mogły nosić przypisywanie pierwotnie wyłącznie Hathor nakrycie głowy zwieńczone krowimi rogami.
W identyfikacji bóstwa kluczową rolę odgrywała jego głowa. To właśnie ona miała reprezentować pierwotną formę przedstawionej istoty, jak ujął to egiptolog Henry Fischer, „bogini o głowie lwa to bogini-lwica w ludzkiej postaci, lecz sfinks królewski to człowiek, przybierający postać lwa”. Istotne znaczenie miało także nakrycie głowy, mogące być zarówno koroną używaną także przez ludzkich władców, jak i wielkim hieroglifem noszonym na głowie. Najmniejsze znaczenie wydają się mieć przedmioty trzymane przez bóstwa w rękach, mają one dość uniwersalny charakter: męskie bóstwa dzierżą w dłoniach berła uas, boginie — łodygi papirusu, a oprócz tego, bóstwa obu płci trzymają w rękach symbolizujące ich życiodajną moc znaki ankh, reprezentujące egipskie słowo oznaczające „życie”.
Formy, za pomocą których wyobrażano bóstwa, mimo swojej różnorodności, były pod wieloma względami ograniczone. Wiele gatunków zwierząt rozpowszechnionych w Egipcie nigdy nie pojawiło się w ramach boskiej ikonografii, inne dla odmiany reprezentowały jednocześnie wiele różnych bóstw, zazwyczaj ze względu na wspólne cechy symboliczne. Byki i barany kojarzono z męskością, krowy i sokoły z niebem, hipopotamy z matczyną ochroną, koty z bogiem słońca, a węże zarówno z niebezpieczeństwem, jak i odrodzeniem. Zwierzęta niewystępujące w Egipcie we wczesnych stadiach jego historii nie wchodziły w skład boskiej ikonografii, przykładowo koń, sprowadzony do Egiptu dopiero w drugim okresie przejściowym (ok. 1650-1550 p.n.e.), nigdy nie reprezentował żadnego bóstwa. Podobnie stroje noszone przez antropomorficzne bóstwa w większości okresów zasadniczo nie odbiegały od kanonu wykształconego w Starym Państwie: kiltu, sztucznej brody, oraz ubrań — koszuli dla męskich bogów i długiej, obcisłej sukni dla bogiń.
Podstawowa forma antropomorficzna wykazywała pewne zróżnicowanie. Bóstwa przyjmujące postać dzieci przedstawiano nago, podobnie jak te dorosłe, gdy kontekst miał podkreślać ich moc prokreacyjną. Niektóre bóstwa męskie cechowały się wydatnym brzuchem i piersiami, co mogło oznaczać androgynię lub symbolizować dobrobyt i obfitość. Kolory skóry wykorzystywane tradycyjnie do przedstawiania mężczyzn i kobiet stosowano także w przypadku większości bóstw — męscy bogowie mają przeważnie czerwoną skórę, boginie zaś żółtą. Niektórym z nich nadawano jednak także bardziej nietypowe, symboliczne kolory skóry. Przykładowo, zarówno niebieska skóra, jak i wydatna postura boga Hapi nawiązują do reprezentowanego przez niego wylewu Nilu i żyznej płodności, którą przynosił. Kilka bóstw, takich jak Ozyrys, Ptah i Min, z wyglądu przypomina mumię, a ich kończyny są ciasno owinięte tkaniną. Chociaż bogowie ci przypominają mumie, najwcześniejsze ich wyobrażenia są dawniejsze niż styl mumifikacji wykorzystujący owijanie zwłok tkaniną, forma ta może zatem zamiast do zwyczajów pogrzebowych, nawiązywać do najwcześniejszych, pozbawionych kończyn wizerunków bóstw.
Niektóre przedmioty nieożywione reprezentujące bóstwa, takie jak drzewa lub podobne do dysków symbole słońca i księżyca, zaczerpnięto bezpośrednio z natury. Część obiektów związanych z konkretnymi bóstwami, takich jak skrzyżowane łuki przedstawiające Neit (𓋋) czy emblemat Mina (𓋉), symbolizowały kulty tych bóstw w czasach predynastycznych, w wielu z tych przypadków natura oryginalnego przedmiotu pozostaje nieznana. W okresie predynastycznym i wczesnodynastycznym bóstwa często przedstawiano za pomocą symbolicznych słupów zwieńczonych ich emblematami, obejmującymi zarówno formy zwierzęce, jak i przedmioty nieożywione.

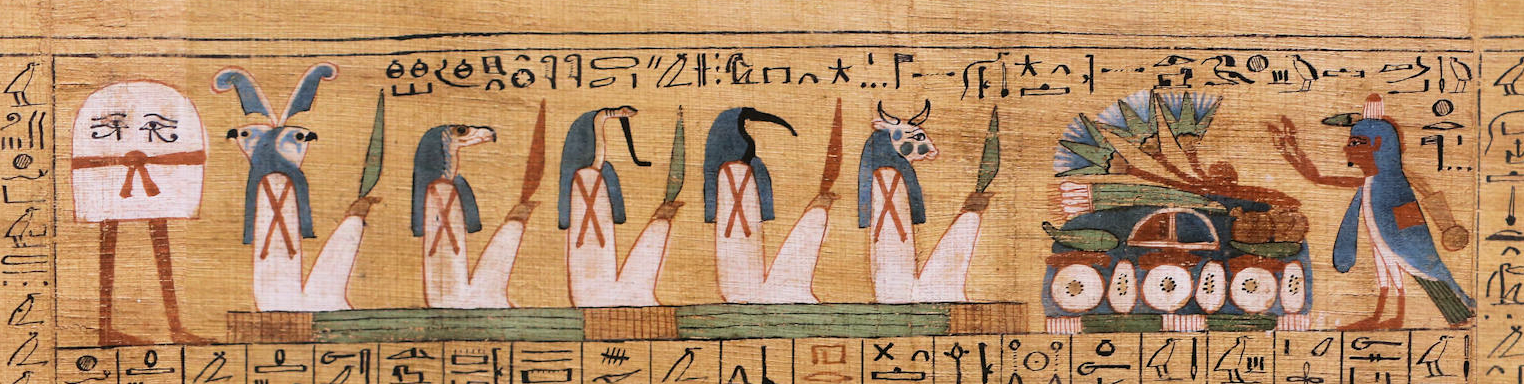
Bóstwa o różnorodnych zwierzęcych głowach, winieta z  Papirusu Kairskiego JE 95658.
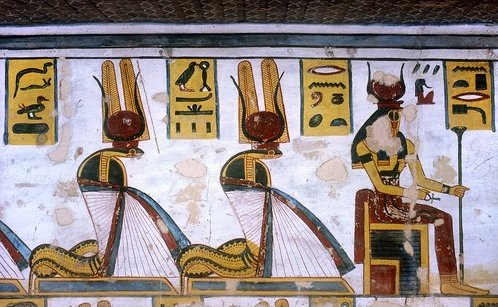
Bóstwa Nepret i Hu przedstawione w postaci kobr oraz Renenutet, ukazana jako siedząca kobieta z głową kobry.
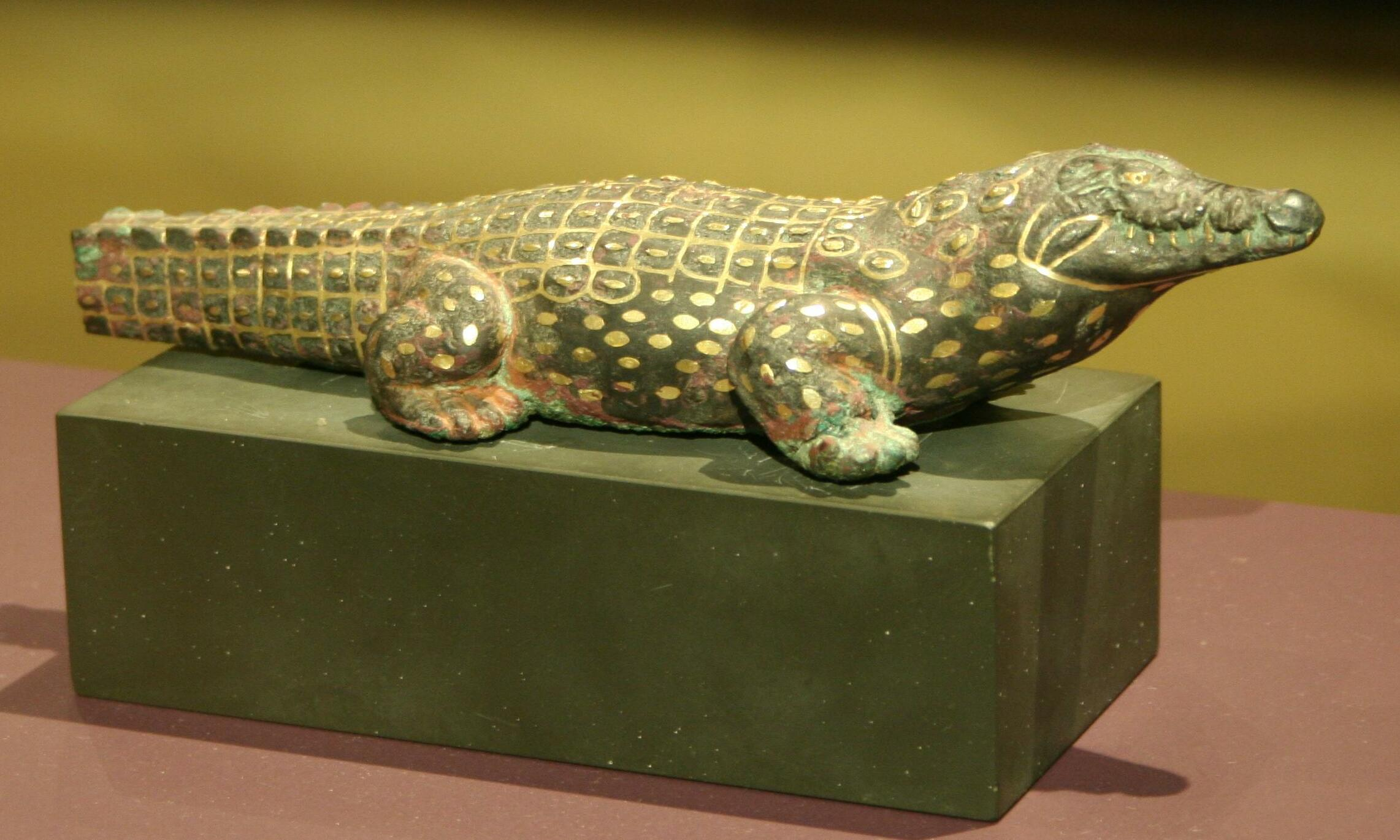
Posąg boga-krokodyla Sobka w postaci w pełni zwierzęcej, prawdopodobnie kultowy wizerunek ze świątyni[172].
Para wizerunków boga Hapiego, przedstawiająca symboliczne powiązanie Górnego i Dolnego Egiptu.
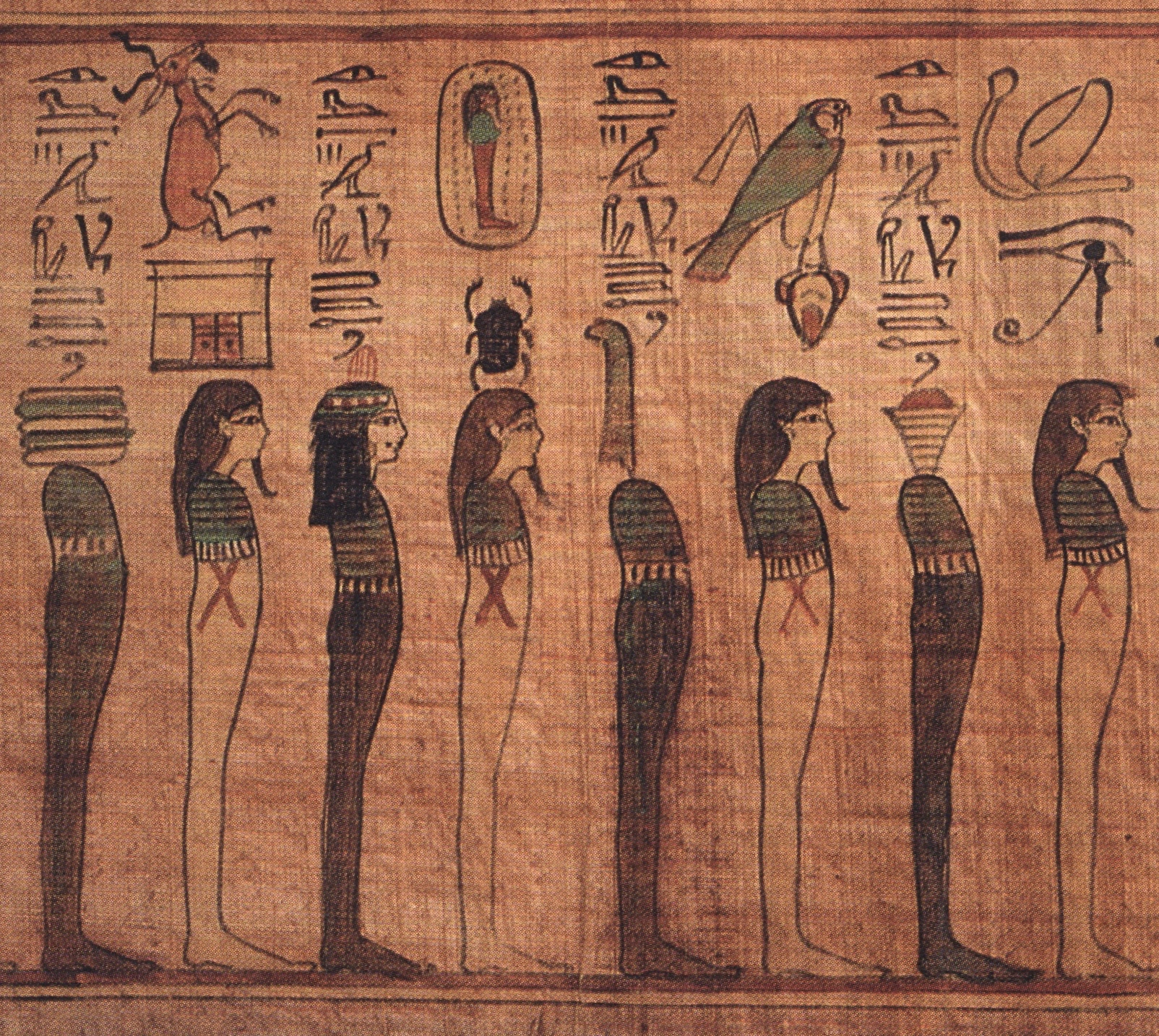
Bóstwa ukazane pod postacią mumii, widoczne zróżnicowane formy głów. Litania Re, XI wiek p.n.e.
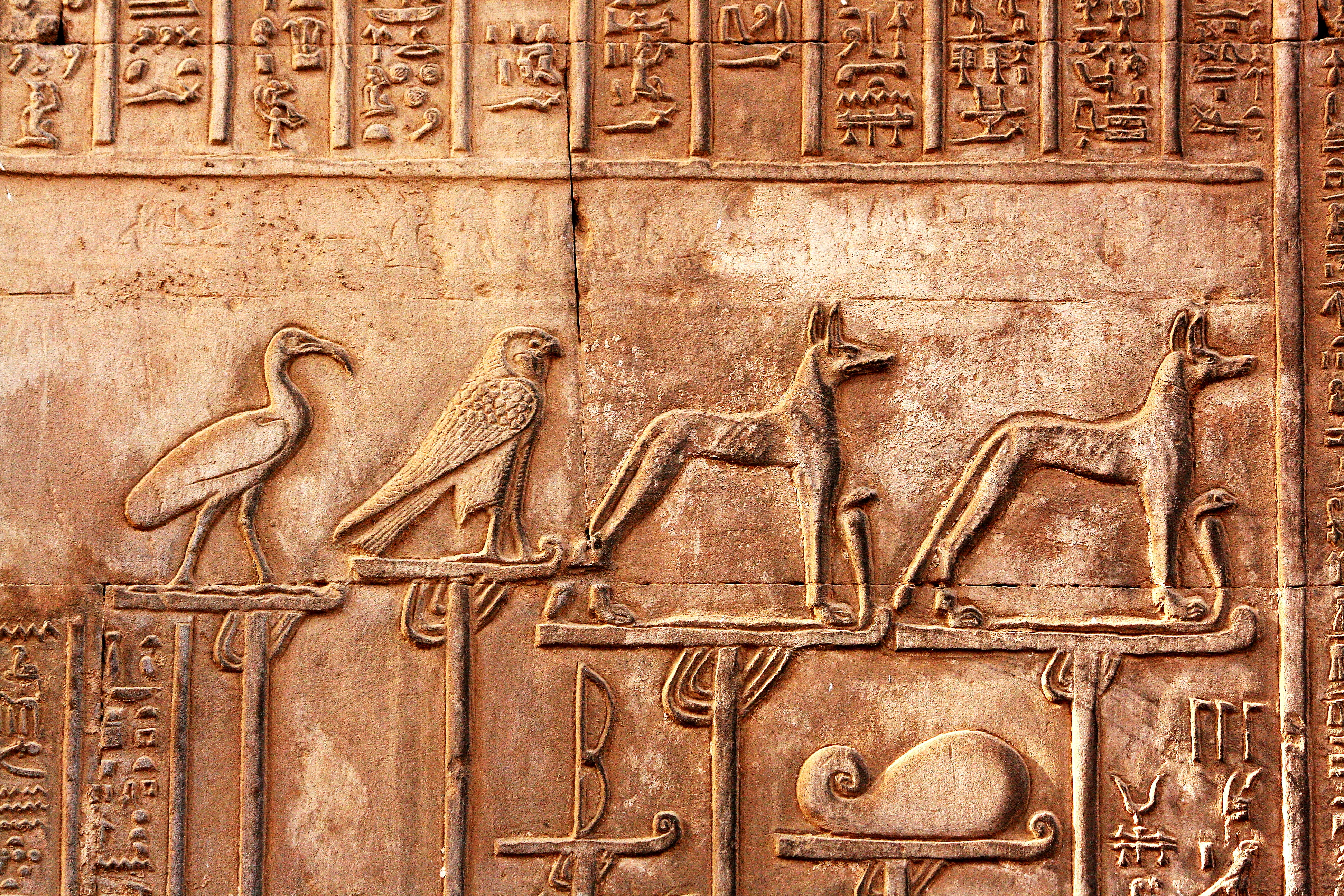
Wyobrażenia boskich sztandarów. Świątynia Kom Ombo, II lub I wiek p.n.e.

## Interakcje z ludźmi

### Związek z faraonem

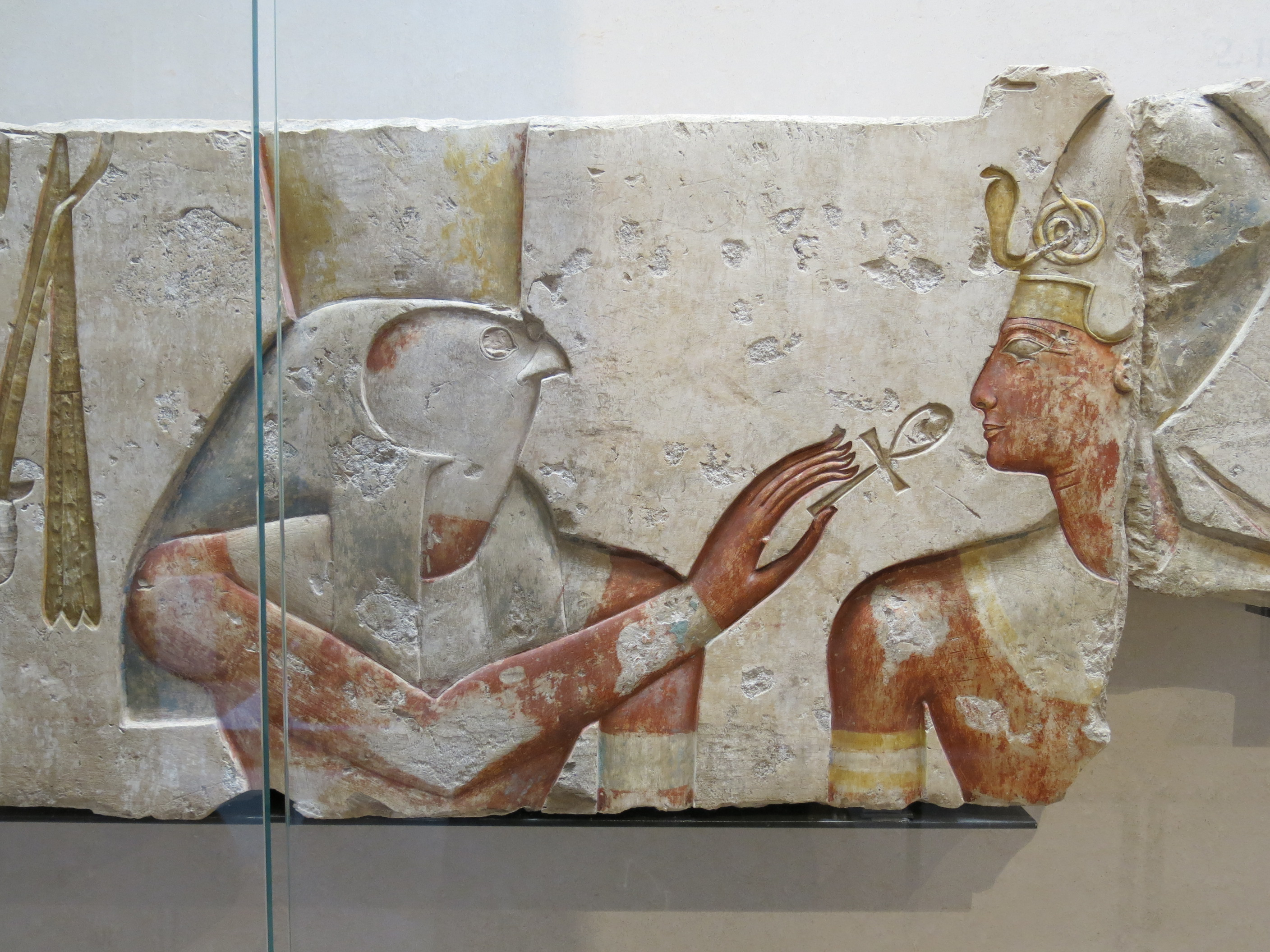
Horus ofiarowuje życie faraonowi Ramzesowi II. Malowany wapienny relief, ok. 1275 r. p.n.e., XIX dynastia. Pochodzi z małej świątyni w Abydos wzniesionej przez Ramzesa II. Luwr, Paryż, Francja.

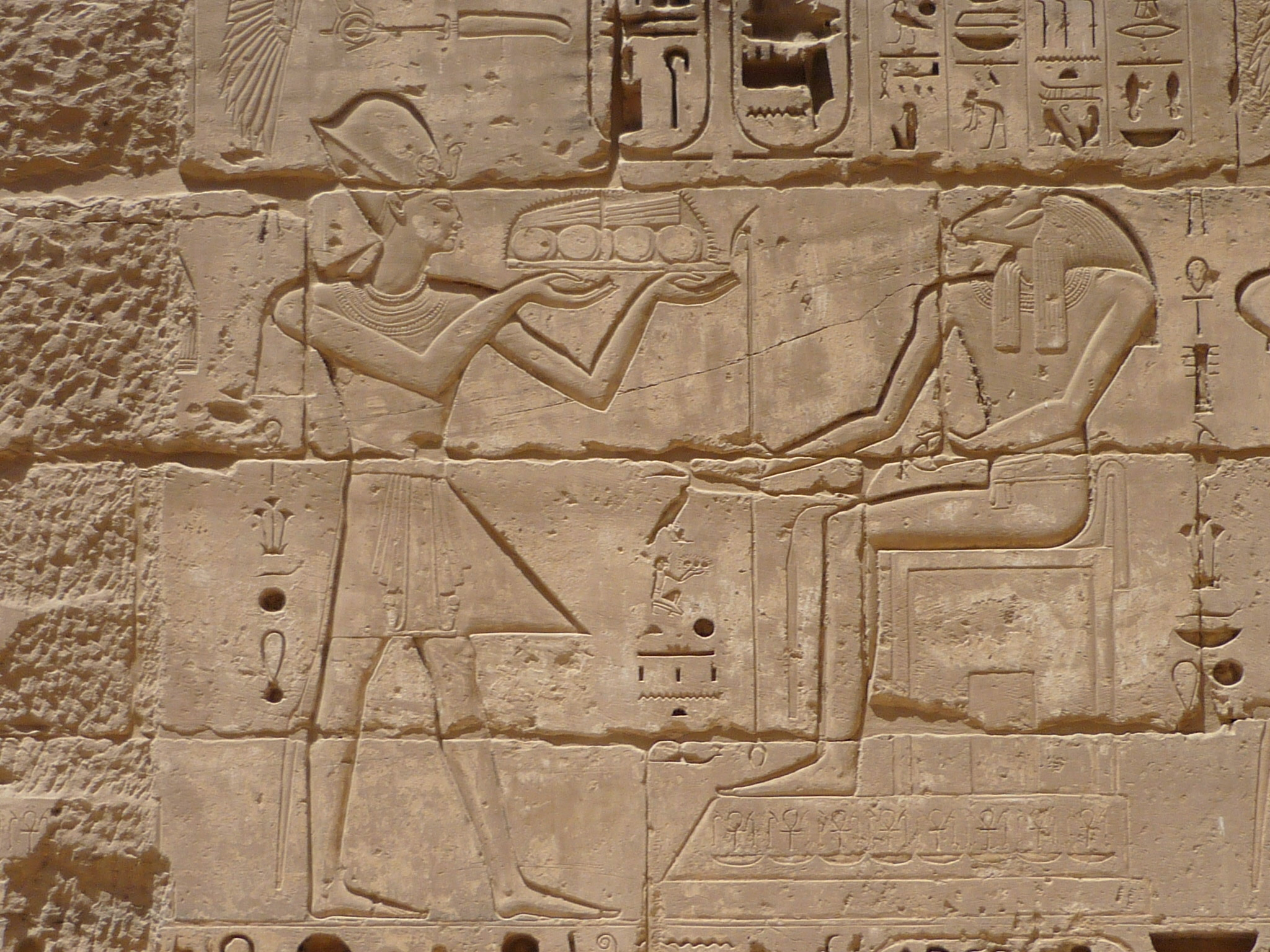
Ramzes III składa ofiarę Amonowi.

W oficjalnych tekstach często podkreślano boską naturę władców oraz przedstawiano ich w towarzystwie innych bóstw panteonu. Każdego faraona, wraz z jego poprzednikami, uważano także za następców bogów rządzących Egiptem w mitycznej prehistorii. Panującego faraona utożsamiano z Horusem i nazywano „synem” różnych męskich bóstw, zwłaszcza Ozyrysa i Ra. Zmarłych władców identyfikowano natomiast bezpośrednio z tymi starszymi bogami. Żony i matki królów porównywano do rozmaitych  bogiń. Nieliczne kobiety, którym dane było dzierżyć pełnię władzy, takie jak Hatszepsut, nie dystansowały się od tych więzi z boginiami, przyjmowały jednak także wiele elementów wizerunku charakterystycznych dla archetypu męskiego władcy. Faraonom dedykowano własne świątynie grobowe, w których odprawiano dla nich rytuały zarówno za życia, jak i po śmierci. W praktyce jednak kulty większości faraonów szybko wygasały, a nieoficjalne teksty przedstawiały władców w ludzkim świetle. Z tego względu wśród badaczy nie ma zgody co do tego, czy większość Egipcjan rzeczywiście postrzegała swego króla jako boga. Możliwe, że za istotę boską uznawano go wyłącznie podczas sprawowania określonych ceremonii religijnych.
Bez względu na to, w jakim stopniu rzeczywiście wierzono w boski status króla, status ten legitymizował jego rolę jako pośrednika pomiędzy światami bóstw i ludzi. Podstawowym obowiązkiem monarchy było utrzymywanie maat, co miało wspierać bóstwa w realizacji ich celów we wszechświecie. Egipcjanie wierzyli, że bóstwa potrzebują świątyń jako siedzib, a także regularnego odprawiania rytuałów i składania ofiar, aby je odżywiać i podtrzymywać ich moc. Potrzeby te zaspakajały nadzorowane przez władcę kulty wraz z gronem obsługujących je kapłanów i robotników. Dzięki temu wsparciu ze strony ludzi bóstwa mogły utrzymywać maat w całym kosmosie, zapewniając dalsze trwanie świata i ludzkości. Zgodnie z obowiązującą ideologią, budowane świątynie stanowiły wyłączne dzieło faraona, podobnie jak rytuały, odprawiane zwykle przez kapłanów w jego imieniu.

### Obecność w świecie ludzi
Chociaż Egipcjanie wierzyli, że bóstwa są obecne w otaczającym ich świecie, kontakt między sferą ludzką a boską pozostawał ograniczony do pewnych konkretnych okoliczności. W literaturze bogowie objawiali się ludziom w fizycznej postaci, jednak w rzeczywistości Egipcjanie musieli posługiwać się mniej bezpośrednimi formami komunikacji.
Sądzono, że ba bóstwa okresowo opuszcza boską sferę, aby zamieszkiwać w swoich wizerunkach. Podczas tej obecności porzucało ono swą prawdziwą, tajemniczą postać i przybierało formę materialną. Egipcjanie uważali, że do zamieszkania przez bóstwo nadawało się miejsce lub obiekt, który był dsr – „święty” – czyli odizolowany i rytualnie czysty. Rolę tego rodzaju obiektów pełniły posągi i płaskorzeźby świątynne, a także szczególne święte zwierzęta, takie jak byk Apis. Inny sposób interakcji miały zapewniać sny i transy. Wierzono, że w ich trakcie ludzie mogą zbliżać się do bóstw i czasami otrzymywać od nich wiadomości. Wreszcie, zgodnie z egipskimi wierzeniami dotyczącymi życia pozagrobowego, po śmierci dusza ludzka trafiała bezpośrednio do sfery bóstw. Dlatego też Egipcjanie wierzyli, że po śmierci będą istnieć na tym samym poziomie co bóstwa i wtedy będą w stanie pojąć ich tajemniczą naturę.

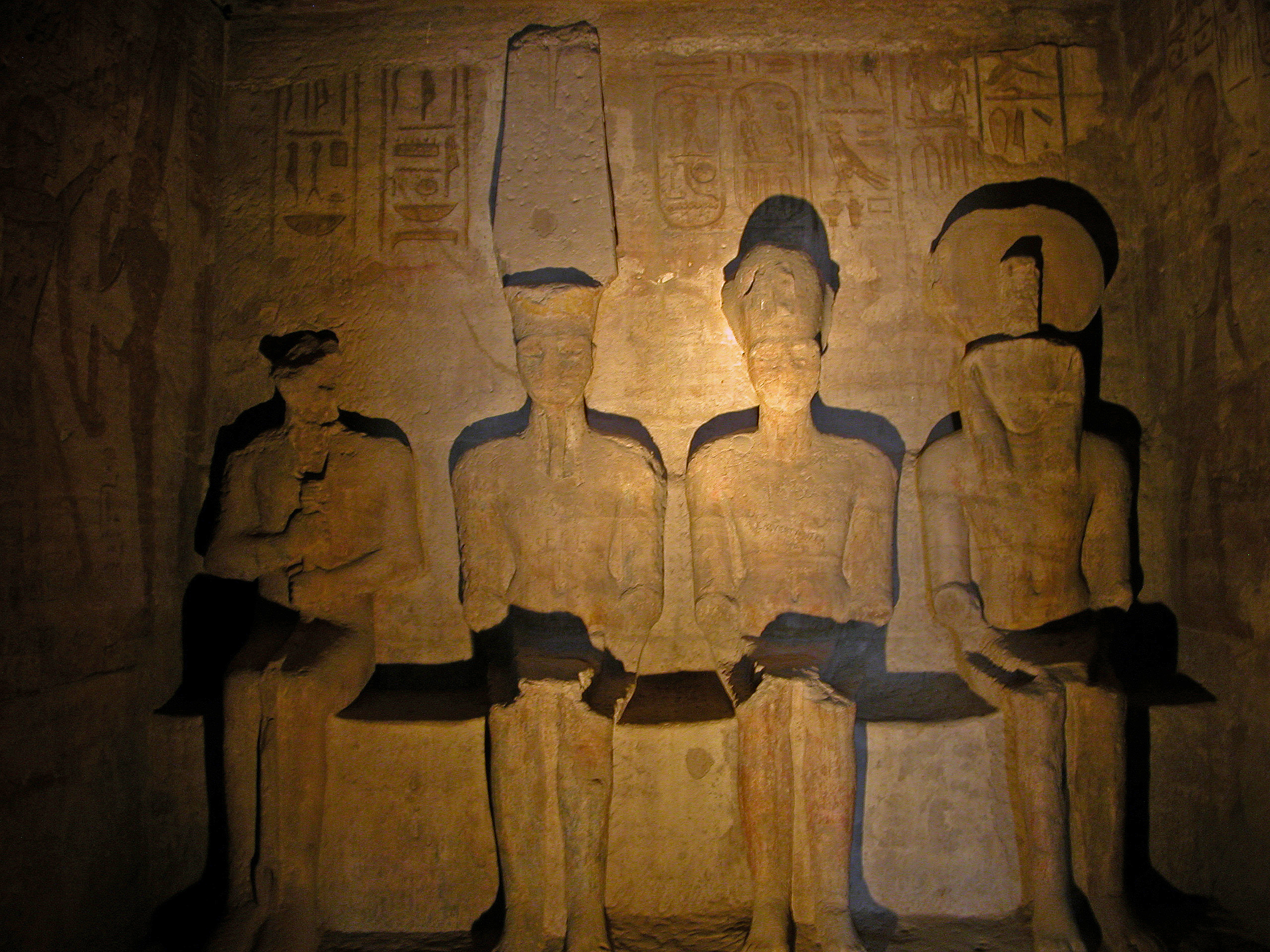
Ramzes II (drugi od prawej) w towarzystwie bogów Ptaha, Amona i Re. Sanktuarium Wielkiej Świątyni w Abu Simbel.

Świątynie, w których odprawiano państwowe rytuały, wypełniały wizerunki bóstw. Najważniejszym wizerunkiem w świątyni był kultowy posąg przechowywany w wewnętrznym sanktuarium. Posągi te były zwykle mniejsze niż naturalnej wielkości i wykonane z tych samych cennych materiałów, o których sądzono, że tworzą ciała bogów. Wiele świątyń posiadało po kilka sanktuariów, z których każde mieściło kultowy posąg przedstawiający jedno z bóstw z grupy takiej jak rodzinna triada. Pierwotne bóstwo miasta wyobrażano jako jego władcę,  zatrudniającego wielu spośród mieszkańców w charakterze służby w swoim domu, którego symboliczną rolę pełniła świątynia. Bóstwa zamieszkujące świątynie Egiptu wspólnie reprezentowały cały panteon. Niemniej jednak wiele spośród bóstw – w tym niektóre ważne, a także pomniejsze lub wrogo nastawione – nigdy nie otrzymało dedykowanych świątyń, chociaż niektórym z nich oddawano cześć w świątyniach innych bóstw.
Aby odseparować świętą obecność zamieszkującą sanktuaria od nieczystości świata zewnętrznego, Egipcjanie znacznie ograniczali możliwość wstępu do tych pomieszczeń. W ten sposób ludziom innym niż królowie i najwyżsi kapłani, odmawiano kontaktu z wizerunkami kultowymi. Wyjątek stanowiły procesje świąteczne, kiedy to wizerunek opuszczał świątynię zamknięty w przenośnej kapliczce, przeważnie ukrywającej go przed wzrokiem ludzi z zewnątrz. Zwykle ludzie musieli polegać na mniej bezpośrednich sposobach komunikacji. Udostępniane publicznie części świątyń często zawierały małe wydzielone miejsca przeznaczone do modlitwy, od umieszczonych w drzwiach nisz, do wolnostojących kaplic zlokalizowanych w tylnych częściach kompleksów świątynnych. W ramach lokalnych wspólnot wznoszono również i zarządzano małymi kaplicami na własny użytek, a niektóre rodziny posiadały ołtarze we wnętrzach swoich domów.

### Ingerencje w życie ludzi
Egipskie bóstwa pozostawały zaangażowane zarówno w życie ludzkie, jak i w nadrzędny porządek natury. Ich wpływy obejmowały przede wszystkim Egipt, gdyż tradycyjnie uważano, że obce ludy znajdują się poza boskim porządkiem. W czasach Nowego Państwa, gdy pod egipską kontrolą znajdowały się także inne narody, uważano, że owi cudzoziemcy także podlegają łagodnym rządom boga słońca w taki sam sposób jak Egipcjanie.
Sądzono, że Tot, jako nadzorca czasu, przydzielał stałą długość życia zarówno ludziom, jak i bóstwom. Mówiono również, że inne bóstwa także mają wpływ na długość ludzkiego życia, w tym Meschenet i Renenutet, obaj nadzorowali narodziny, oraz Shai, uosobienie przeznaczenia. W związku z tym, czas oraz sposób śmierci stanowiły główny element egipskiej koncepcji losu, chociaż do pewnego stopnia bóstwa te wpływały również na inne wydarzenia w życiu. Kilka tekstów odnosi się do bóstw wpływających na lub inspirujących ludzkie decyzje, działających poprzez „serce” człowieka – ośrodek emocji i intelektu w wierzeniach egipskich. Uważano również, że bóstwa przekazują władcom instrukcje w tematach dotyczących zarządzania królestwem i swoimi świątyniami. Teksty egipskie rzadko wspominają o bezpośrednich nakazach wydawanych innym osobom, a polecenia te nigdy nie przekształciły się w zestaw narzucanych przez bóstwa kodeksów moralnych. Etyka w starożytnym Egipcie opierała się na koncepcji maat, która w odniesieniu do społeczeństwa ludzkiego oznaczała, że każdy powinien żyć w sposób uporządkowany, niezakłócający pomyślności innych ludzi. Ponieważ bóstwa strzegły maat, przypisywano im również rolę moralnych sędziów. Uważano, że po śmierci człowiek stanie przed boskim trybunałem, a według wierzeń z czasów Nowego Państwa, pomyślny wyrok tego trybunału był niezbędny do osiągnięcia życia pozagrobowego. Ogólnie jednak moralność skupiała się na praktycznych sposobach podtrzymywania maat w codziennym życiu, a nie na konkretnych i ścisłych zasadach ustanowionych przez bóstwa.

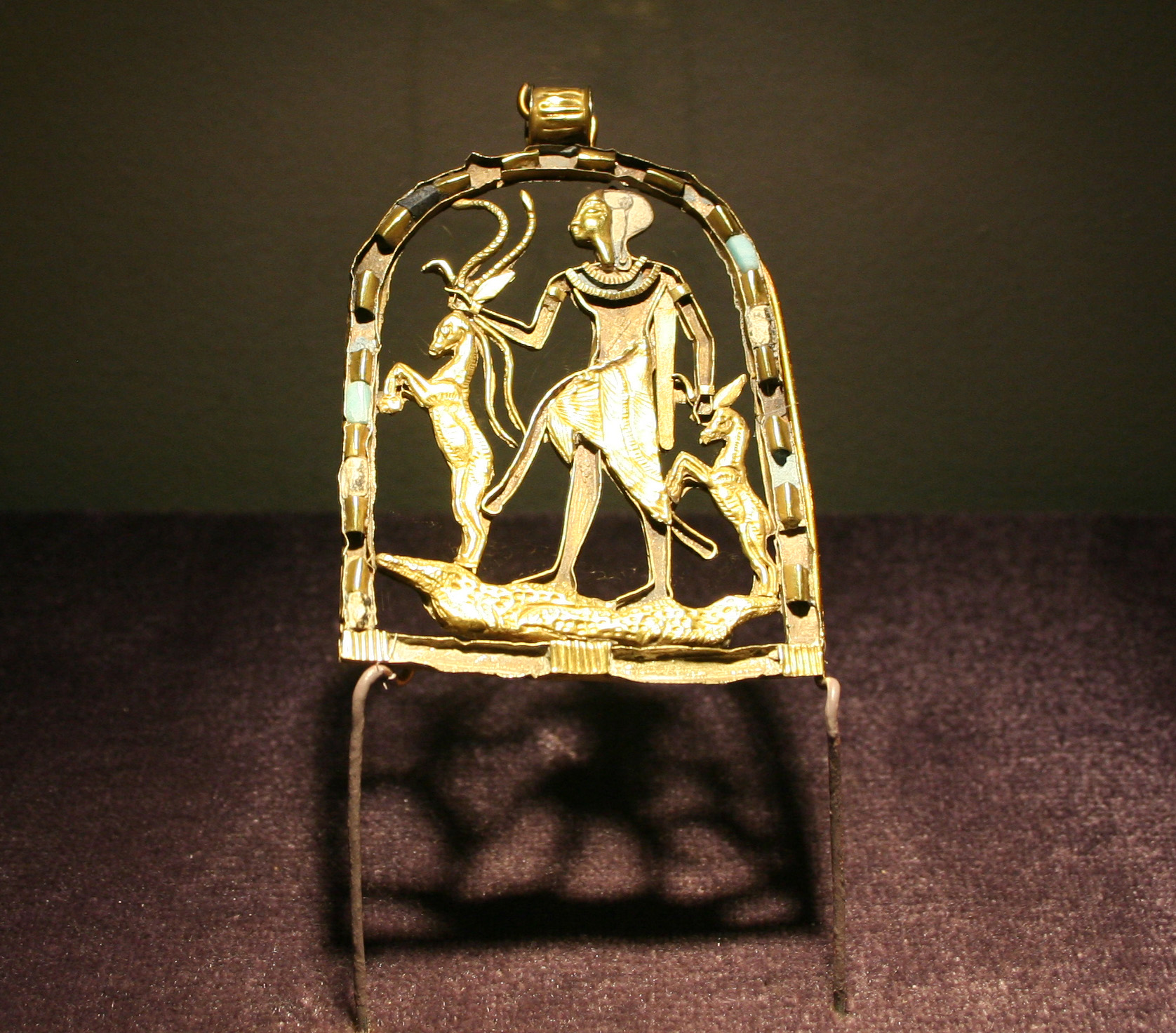
Amulet boga Sheda.

Ludzie posiadali wolną wolę i mogli ignorować boskie przewodnictwo oraz zachowania wymagane do zachowania maat, postępując w ten sposób ryzykowali jednak sprowadzenie na siebie boskiej kary. Bóstwa egzekwowały te kary, używając swojego ba, siły manifestującej ich moc w świecie ludzi. Klęski żywiołowe i ludzkie dolegliwości interpretowano jako dzieło gniewnych boskich ba. Bóstwa mogły także nagradzać prawych ludzi, na przykład lecząc ich z chorób lub przedłużając ich życie. Oba te typy interwencji także posiadały reprezentujące je bóstwa: boskiemu ratunkowi od krzywdy patronował wyłoniony w czasach Nowego Państwa Shed, za wymierzanie sprawiedliwości za popełnione złe uczynki odpowiadał zaś Petbe, apotropaiczny bóg z Okresu Późnego egipskiej historii.
Teksty egipskie wyrażają zróżnicowane poglądy na to, czy bóstwa ponoszą odpowiedzialność za niesprawiedliwe cierpienia ludzi. Nieszczęścia często postrzegano jako dzieło isfet, kosmicznego chaosu, stanowiącego przeciwieństwo maat, dlatego bóstwa nie były co do zasady odpowiedzialne za powodowania złych wydarzeń. Jednakże niektóre z nich, blisko związane z isfet, takie jak Set, można było obwiniać o zło występujące w świecie bez obarczania winą innych bóstw. Niektóre teksty otwarcie oskarżają bóstwa o powodowanie ludzkiego nieszczęścia, inne natomiast formułują teodycee w ich obronie. Od czasów Średniego Państwa pojawiają się teksty łączące kwestię istnienia zła w świecie z mitem, w którym bóg-stwórca walczy z ludzkim buntem przeciwko swoim rządom, a następnie wycofuje się ze świata ludzi. Z powodu tego ludzkiego niemoralnego zachowania, stwórca oddala się od swojego dzieła, pozwalając na istnienie cierpienia. Pisma Nowego Państwa nie kwestionują sprawiedliwej natury bóstw tak mocno, jak pisma Średniego Państwa. Podkreślają bezpośrednie i osobiste relacje ludzi z bóstwami oraz ich moc ingerowania w ludzkie życie. Ludzie w tej epoce pokładali wiarę w konkretne bóstwa, sądząc, że zapewnią im one pomoc i ochronę przez całe życie. W rezultacie, podtrzymywanie ideałów maat jako sposób na zagwarantowanie dobrego życia straciło na znaczeniu i zostało zdominowane przez troskę o bezpośrednie zdobycie przychylności bóstw. Nawet faraonów postrzegano jako zależnych od boskiego wsparcia, a po zakończeniu okresu Nowego Państwa, coraz większy wpływ na władzę zyskiwały wyrocznie, którym przypisywano zdolność odczytywania boskiej woli.

### Kult

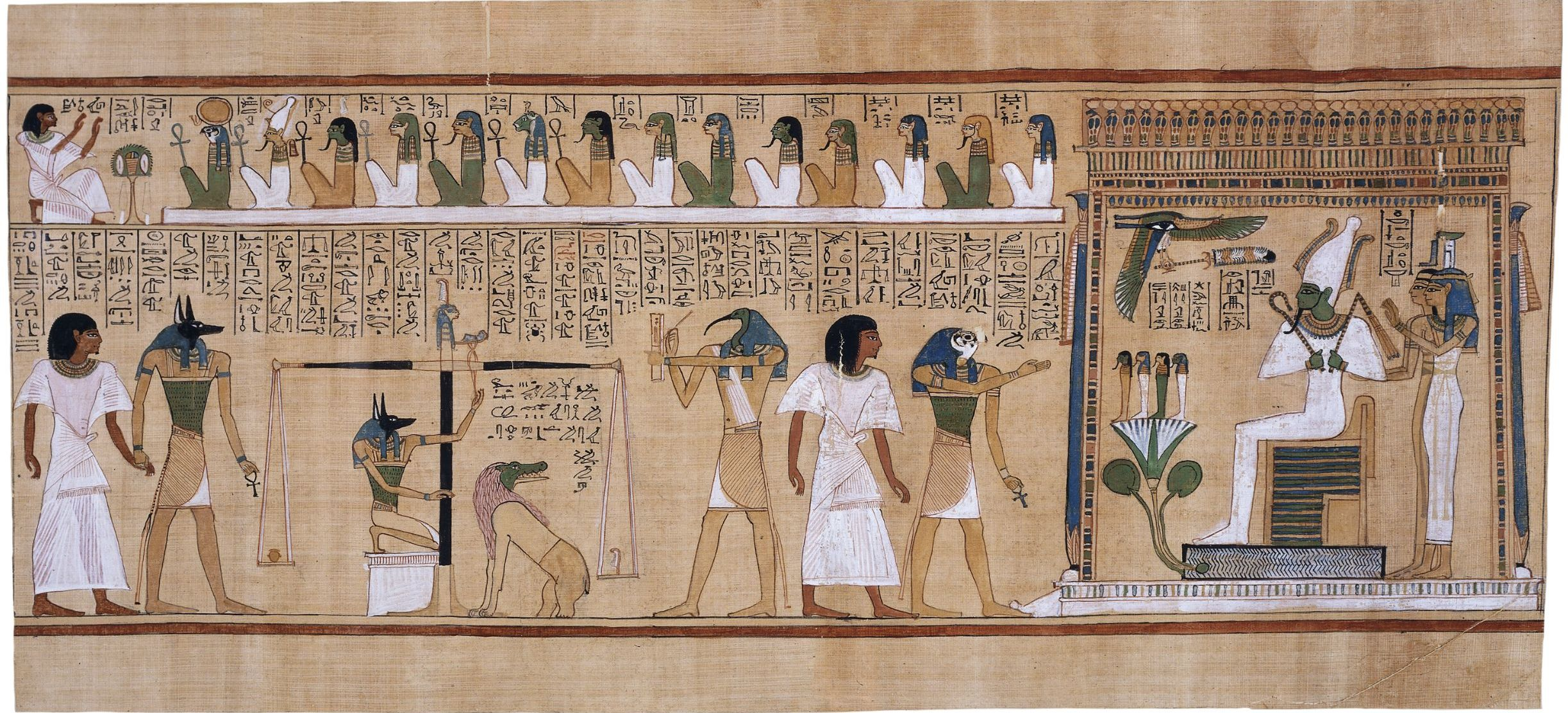
Hunefer klęczy w geście adoracji przed zgromadzeniem bóstw.

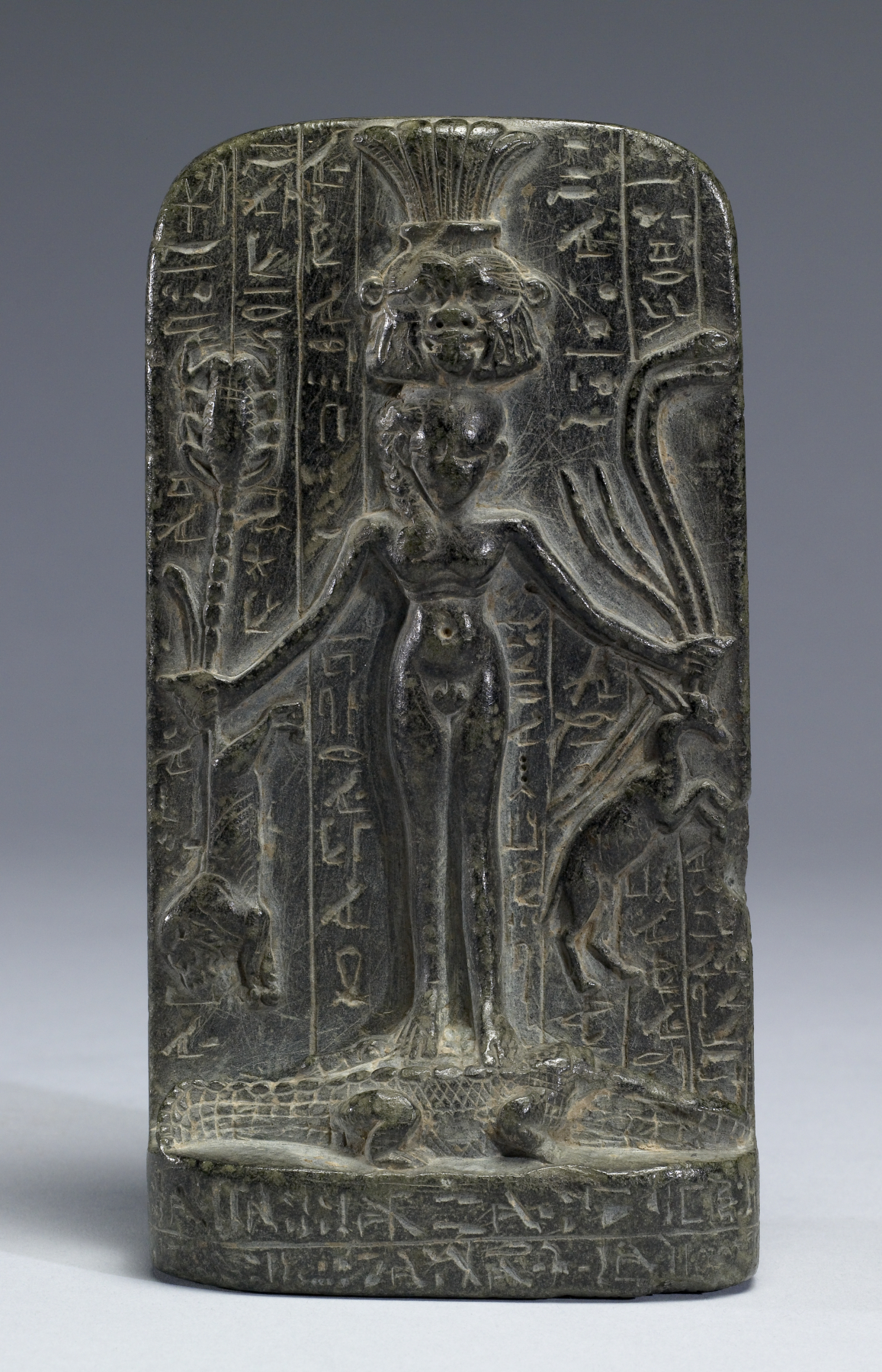
Stela przedstawiająca Horusa stojącego na krokodylach, ukazująca bóstwo triumfujące nad niebezpieczeństwem. Od czasów Nowego Państwa aż po okres rzymski Egipcjanie pili wodę, która spływała po takich stelach, wierząc, że wraz z nią przyjmują uzdrawiającą moc Horusa.

Oficjalne praktyki religijne, w ramach których utrzymywano maat dla dobra całego Egiptu, pozostawały powiązane, lecz odrębne od praktyk religijnych zwykłych ludzi, zwracających się do bóstw w swoich osobistych sprawach. Oficjalna religia opierała się na kulcie świątynnym i obejmowała różnorodne rytuały. Niektóre obrzędy odprawiano codziennie, inne zaś miały charakter odbywających się regularnie świąt, często ograniczonych do konkretnej świątyni lub bóstwa. Codzienne ceremonie obejmowały składanie ofiar z pożywienia, ubieranie i namaszczanie posągów bóstw oraz recytację hymnów na ich cześć. Oprócz utrzymywania maat, ofiary sławiły życiodajną hojność bóstw i miały zapewniać ich przychylność oraz zapobiegać ich ewentualnemu gniewowi.
Święta często obejmowały uroczyste procesje, podczas których kultowy wizerunek opuszczał świątynię w specjalnej rytualnej barce. Takie procesje pełniły różne funkcje. W czasach rzymskich, gdy wierzono, że lokalne bóstwa sprawują władzę nad wylewami Nilu, procesje w wielu społecznościach transportowały wizerunki świątynne nad brzegi rzeki, aby bóstwa mogły wezwać wielką i owocną powódź. Procesje podróżowały również między świątyniami, jak wtedy, gdy wizerunek Hathor ze świątyni w Denderze odwiedzał swojego małżonka Horusa w świątyni w Edfu. Rytuały kultowe danego bóstwa często czerpały inspirację z jego mitologii, odtwarzając wydarzenia z mitycznej przeszłości, co miało odnawiać ich dobroczynne skutki. Na przykład podczas święta Choiak, obchodzonego ku czci Ozyrysa w okresie kiełkowania zbóż, rytualnie odtwarzano jego śmierć i zmartwychwstanie. Powracająca do świata zieleń symbolizowała odrodzenie samego boga.
Ludzie nawiązywali osobiste relacje z bóstwami na wiele sposobów. Osoby poszukujące informacji lub porady korzystały z udostępnianych przez świątynie wyroczni, które miały przekazywać boskie odpowiedzi na zadawane pytania. Do odpędzania groźnych demonów stosowano amulety i wizerunki bóstw opiekuńczych, ich moc miała jednocześnie zapewniać użytkownikom pozytywne cechy związane z danym bóstwem. Prywatne rytuały pozwalały wykorzystywać boską moc do osiągania osobistych celów – od leczenia chorób po rzucanie klątw wrogów. W tego typu praktykach używano heka – boskiej magii, którą według wierzeń stwórca przekazał ludziom, aby mogli radzić sobie z cierpieniem i przeciwnościami losu. Osoba odprawiająca rytuał często wcielała się w rolę bóstwa występującego w micie, a nawet mogła mu grozić, próbując wymusić jego pomoc w realizacji zamierzonego celu. Takie rytuały współistniały z prywatnymi ofiarami i modlitwami, a wszystkie trzy metody uznawano za skuteczne sposoby uzyskiwania boskiego wsparcia.

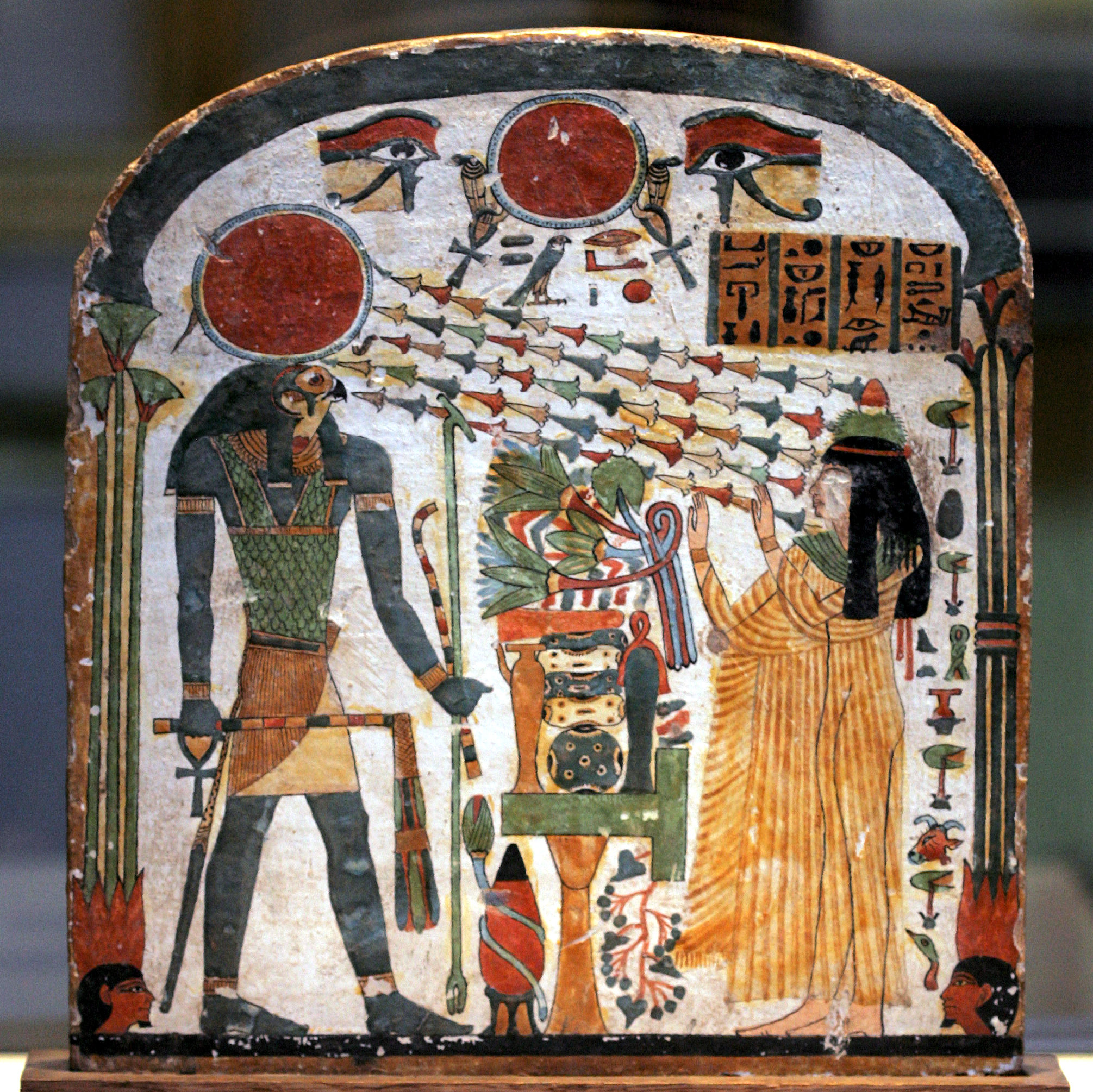
Ra-Horachty błogosławi promieniami światła oddającą mu cześć kobietę.

Występowanie w społeczeństwie praktyk określanych zbiorczo mianem „pobożności osobistej”, takich jak modlitwy i prywatne ofiary, świadczy o bliskich relacjach między jednostkami a bóstwami. Niewiele dowodów świadczy o istnieniu takich osobistych więzi przed okresem Nowego Państwa. Ofiary wotywne oraz teoforyczne imiona używane przez zwykłych ludzi sugerują, że czuli oni pewien związek ze swoimi bóstwami, jednak wyraźne dowody na występowanie osobistej pobożności udało się odnaleźć się dopiero w czasach Nowego Państwa, swój szczyt osiągnęła ona pod koniec tej epoki. Uczeni nie są zgodni, czy zjawisko to stanowiło nową formę religijności, czy też rozwinięcie starszych tradycji. W tym okresie Egipcjanie zaczęli wyrażać swoją pobożność na nowe sposoby – zarówno w obrębie świątyń, jak w ich otoczeniu. Modlitwy i podziękowania zapisywano na stelach, a w ofierze składano figurki przedstawiające bóstwa lub symbolizujące pożądany rezultat nadprzyrodzonej interwencji. Przykładowo, modlitwę o płodność można było wspomóc zarówno płaskorzeźbą Hathor, jak i statuetką kobiety. Czasami za patrona obierano konkretne bóstwo, przekazując na rzecz jego kultu swoją własność lub pracę. Praktyki te dotrwały aż do końcowego okresu historii Egiptu. Późne epoki przyniosły także więcej innowacyjnych praktyk religijnych, takich jak składanie w ofierze bóstwom przedstawionym w postaci zwierzęcej mumii zwierzęcych jako ofiar. Przykładowo, kociej bogini Bastet ofiarowano liczne mumie kotów. Choć niektóre z głównych bóstw egipskiego panteonu nie odgrywały istotnej roli w praktykach religijnych zwykłych ludzi, wiele ważnych bóstw państwowej religii występowało także w tradycji ludowej.
Kult niektórych egipskich bóstw rozprzestrzenił się na sąsiednie ziemie, zwłaszcza Kanaan i Nubię w okresie Nowego Państwa, kiedy to tereny te znajdowały się pod kontrolą faraonów. W Kanaanie asymilowane bóstwa, takie jak Hathor, Amon i Set, często synkretyzowano z rodzimymi bóstwami, które to z kolei rozprzestrzeniły się w Egipcie. Bóstwa egipskie mogły nie mieć stałych świątyń w Kanaanie,  a ich znaczenie tam zmalało wkrótce po tym, jak Egipt utracił kontrolę nad regionem. Inaczej wyglądała sytuacja w Nubii, gdzie wzniesiono liczne świątynie poświęcone głównym egipskim bogom i deifikowanym faraonom. Po zakończeniu egipskich rządów w Nubii, pochodzące z kraju faraonów bóstwa, zwłaszcza Amon i Izyda, utożsamiono z lokalnymi odpowiednikami, co uczyniło je integralną częścią religii niezależnego królestwa Kusz. Bóstwa te stały się w Nubii, podobnie jak w Egipcie, podstawą królewskiej ideologii: Amona uznano za boskiego ojca króla, Izydę i inne boginie zaś powiązano z osobą kandake – królowej nubijskiej. Wpływy niektórych bóstw sięgały jeszcze dalej. Kult bogini Taweret rozpowszechnił się na Krecie minojskiej, a wyrocznia Amona w oazie Siwa zyskała szeroką sławę i stajła się istotnym miejscem konsultacji dla ludności z całego regionu Morza Śródziemnego.

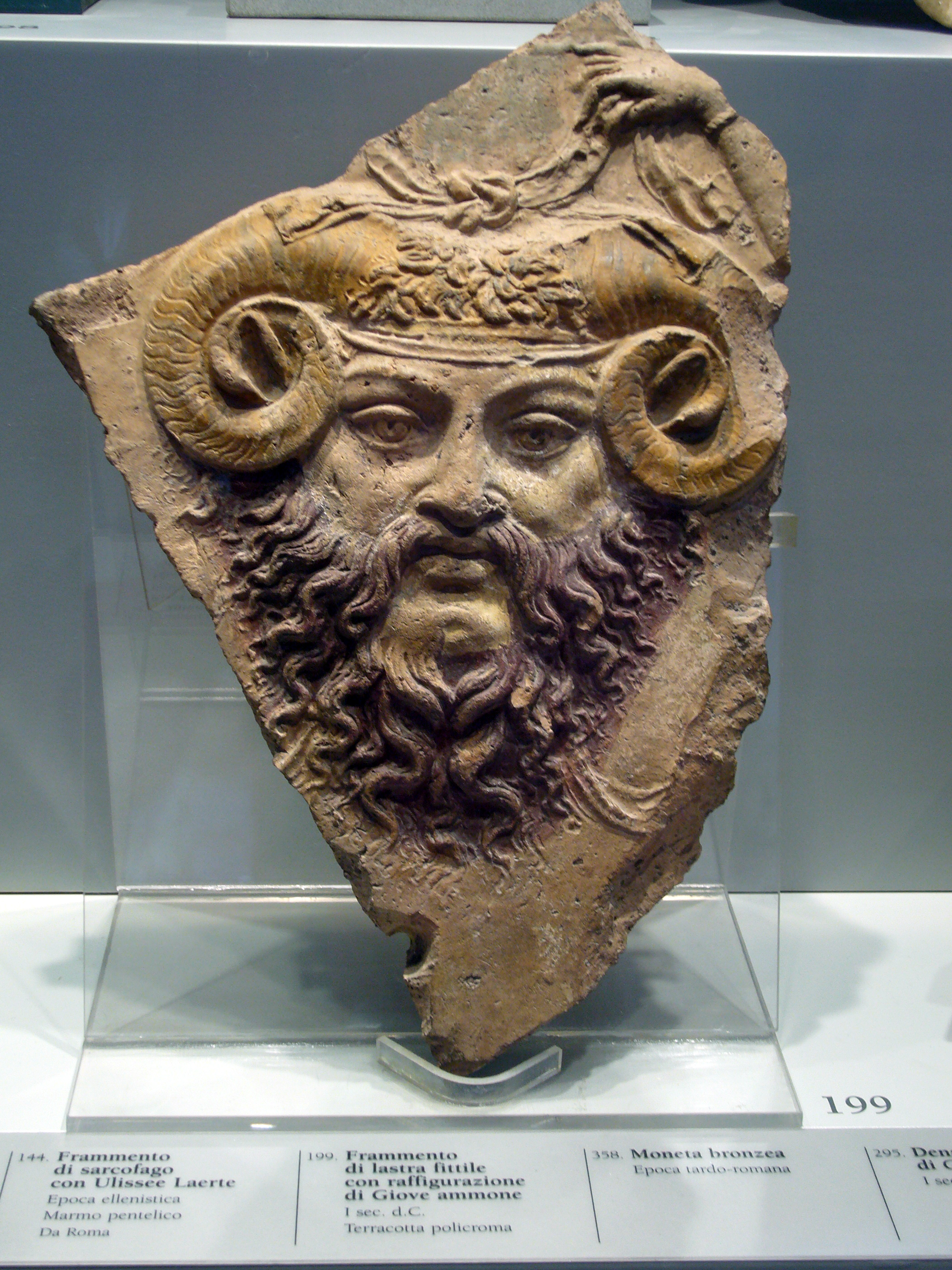
Jowisz-Amon, połączenie Amona z rzymskim bogiem Jowiszem.

Pod panowaniem greckiej dynastii Ptolemeuszy, a następnie za czasów rządów rzymskich, Grecy i Rzymianie sprowadzili do Egiptu własne bóstwa. Przybysze ci utożsamiali egipskich bogów z własnymi, zgodnie z grecko-rzymskiej tradycją interpretatio graeca. Kult rodzimych egipskich bóstw nie został jednak zdominowany przez obce wpływy. Zamiast tego, bóstwa greckie i rzymskie uznawano za przejawy tych egipskich. Kulty egipskie czasami wykorzystywały grecki język, filozofię, ikonografię, a nawet architekturę świątyń. Jednocześnie kulty kilku egipskich bóstw – szczególnie Izydy, Ozyrysa, Anubisa, formy Horusa o imieniu Harpokrates i  grecko-egipskiego boga Serapisa – zostały włączone do religii rzymskiej i rozprzestrzeniły się w całym Imperium. Cesarze rzymscy, podobnie jak wcześniej królowie z dynastii Ptolemeuszy, powoływali się na Izydę i Serapisa, aby legitymizować swoją władzę, zarówno w Egipcie, jak i poza jego granicami. W wielokulturowym pejzażu religijnym Imperium Tot uległ transformacji w legendarnego ezoterycznego nauczyciela Hermesa Trismegistosa, a wokół Izydy – czczonej od Wielkiej Brytanii po Mezopotamię – ukształtował się mistyczny kult w stylu greckim. Zarówno ona, jak i Hermes Trismegistos odegrali istotną rolę w zachodniej tradycji ezoterycznej, wyrosłej z rzymskiego świata religijnego.
Świątynie i tradycyjne kulty w Egipcie zaczęły podupadać, gdy w III wieku n.e. cesarstwo rzymskie pogrążyło się w głębokim kryzysie gospodarczym. Począwszy od IV wieku, chrześcijanie coraz aktywniej zwalczali wiarę w dawnych egipskich bogów. Ostatni formalny kult, praktykowany w świątyni na File, wymarł w piątym lub szóstym wieku n. e.. Większość wierzeń związanych bezpośrednio z bóstwami zaniknęła w ciągu kilkuset lat, zachowując się jedynie w tekstach magicznych aż do VII–VIII wieku. Odmienny los spotkał niektóre praktyki związane z kultem, takie jak procesje i wyrocznie – uległy one przekształceniu zgodnie z ideologią chrześcijańską, co pozwoliło im przetrwać w ramach kościoła koptyjskiego. Ze względu na zasadnicze przemiany i liczne wpływy, kształtujące kulturę egipską od tamtego czasu, badacze nie są zgodni co do tego, czy jakiekolwiek współczesne praktyki koptyjskie wywodzą się bezpośrednio z praktyk religijnych z czasów faraonów. Niemniej jednak, liczne święta i inne tradycje dzisiejszych Egipcjan – zarówno chrześcijan, jak i muzułmanów – nawiązują do dawnych form kultu bóstw przodków. Pod koniec XX wieku powstało również nowe ruchy religijne, określane zbiorczo mianem kemetyzmu, opartych na różnych rekonstrukcjach starożytnej religii egipskiej.